# Kunstjahr 1525
Liste der Kunstjahre

◄◄ | ◄ | 1521 | 1522 | 1523 | 1524 | Kunstjahr 1525 | 1526

Weitere Ereignisse
Der Artikel behandelt das Kunstjahr 1525.

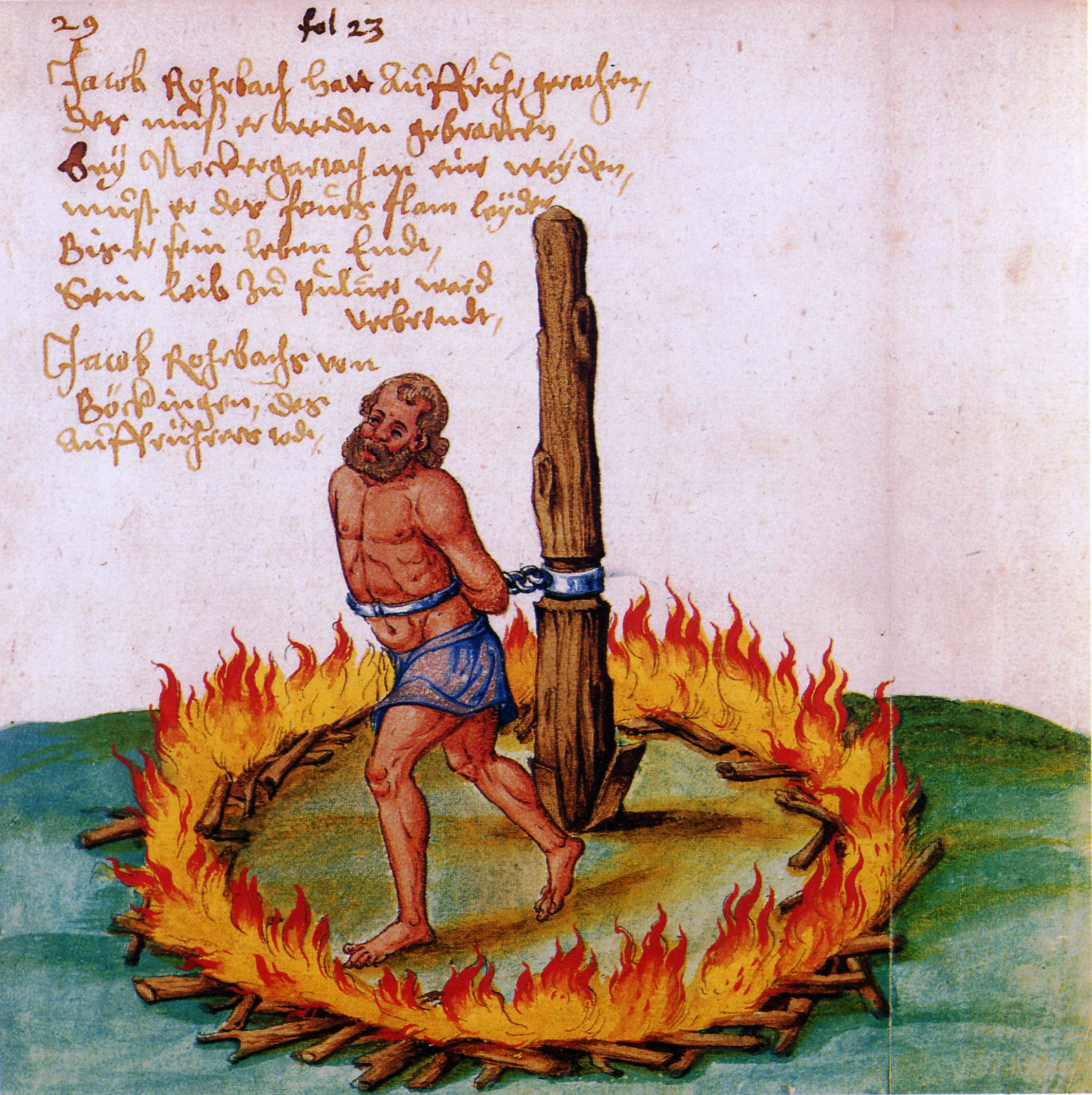
Farbige Zeichnung aus Peter Harrer, Beschreibung des Bauernkriegs: Bauernführer Jäcklein Rohrbach wird 1525 in Neckargartach bei lebendigem Leib verbrannt.

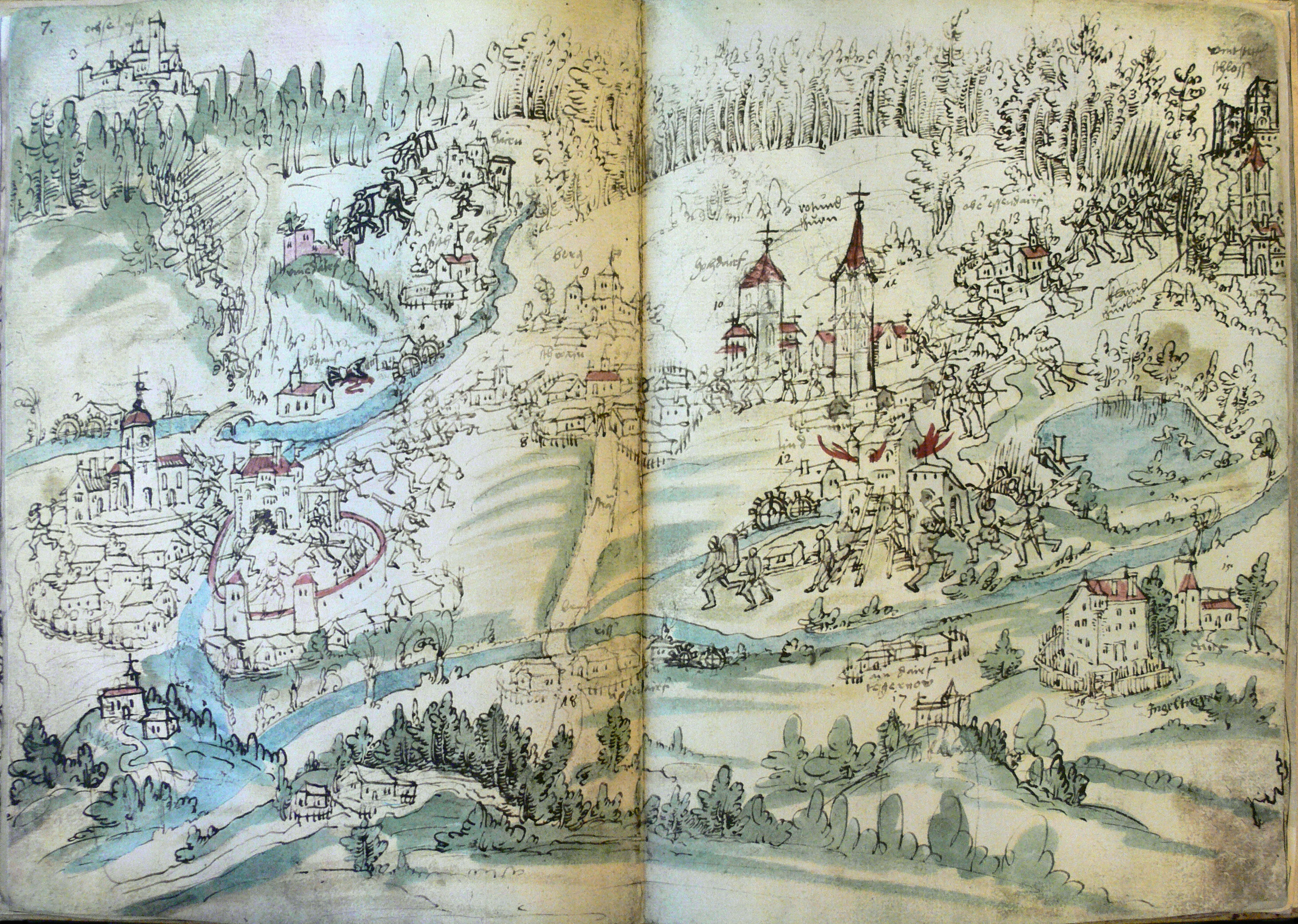
Abbildung aus Jacob Murers Weissenauer Chronik des Bauernkrieges von 1525.

## Ereignisse
- Hans Sebald Beham, sein Bruder Barthel Beham und Georg Pencz, die drei „gottlosen Maler“, werden in Nürnberg zusammen mit anderen Angeklagten, unter ihnen der Schulmeister Hans Denck (1495–1527), festgenommen und im Januar 1525 vor Gericht gestellt, da sie mit dem religiös und politisch radikalen Flügel der Reformation sympathisieren. Der Rat lässt relative Milde walten und verbannt die Künstler im Einvernehmen mit der Geistlichkeit lediglich aus der Stadt Nürnberg.
- Lucas Cranach der Ältere ist 1525 zusammen mit seiner Frau Trauzeuge von Martin Luther bei dessen Heirat mit Katharina von Bora.
- Albrecht Dürer veröffentlicht in Nürnberg sein Werk zur Geometrie Underweysung der messung mit dem zirckel und richtscheyt in Linien ebnen unnd gantzen corporen mit zahlreichen eigenen Abbildungen.
- Lucas Horenbout wird zum königlichen „Bildermacher“ von König Heinrich VIII. von England ernannt und wird die Miniaturmalerei in England einführen.
- Jan Provost stellt 1525 für den Schöffensaal des Brügger Rathauses die Tafel Das Jüngste Gericht fertig.
- Sodoma ist von 1525 bis 1537 wieder in Siena ansässig, wo er seit 1525 die Fresken aus dem Leben der Heiligen Katharina in der Kapelle der Heiligen in der Kirche San Domenico, ein durch Tiefe und Wahrheit der Empfindung ausgezeichnetes Hauptwerk des Künstlers, und später mehrere Heiligengestalten, die Auferstehung Christi u. a. im Stadthaus malt.
- Jan Cornelisz Vermeyen wird zum Hofmaler der Erzherzogin Margarete von Österreich ernannt.

## Werke

### Architektur
- Der Wiederaufbau der St. Peter und St. Paul Kirche in Lavenham, wahrscheinlich nach dem Entwurf von John Wastell wird abgeschlossen.
- 1525 beschließt das Domkapitel der Kathedrale von Segovia einen Neubau nach Entwürfen des Architekten Juan Gil de Hontanón, der auch die neue Kathedrale von Salamanca gebaut hatte. Der Grundstein wird am 8. Juli 1525 gelegt.
- Giulio Romano beginnt mit den Arbeiten am Palazzo del Te in Mantua.

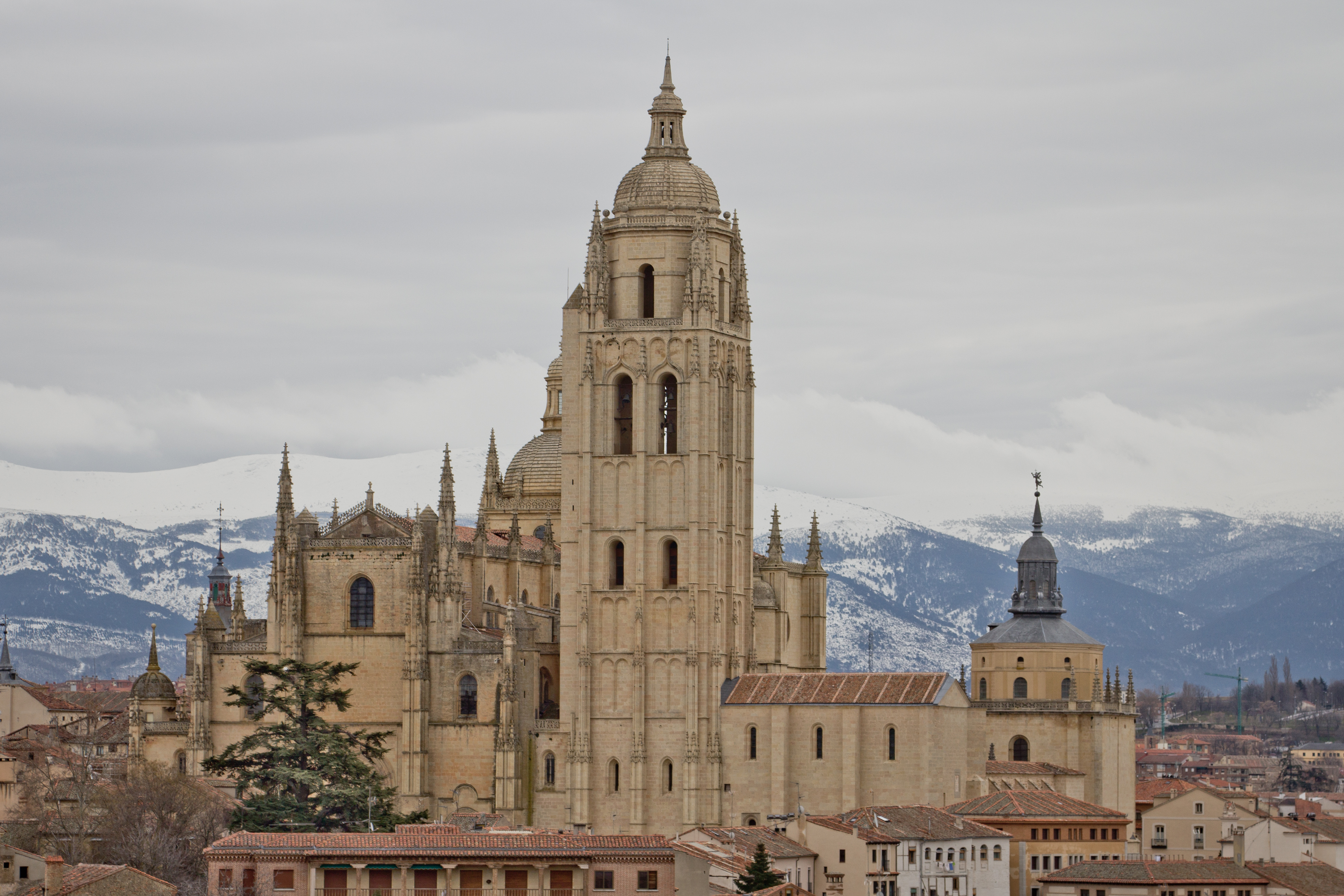
Kathedrale von Segovia
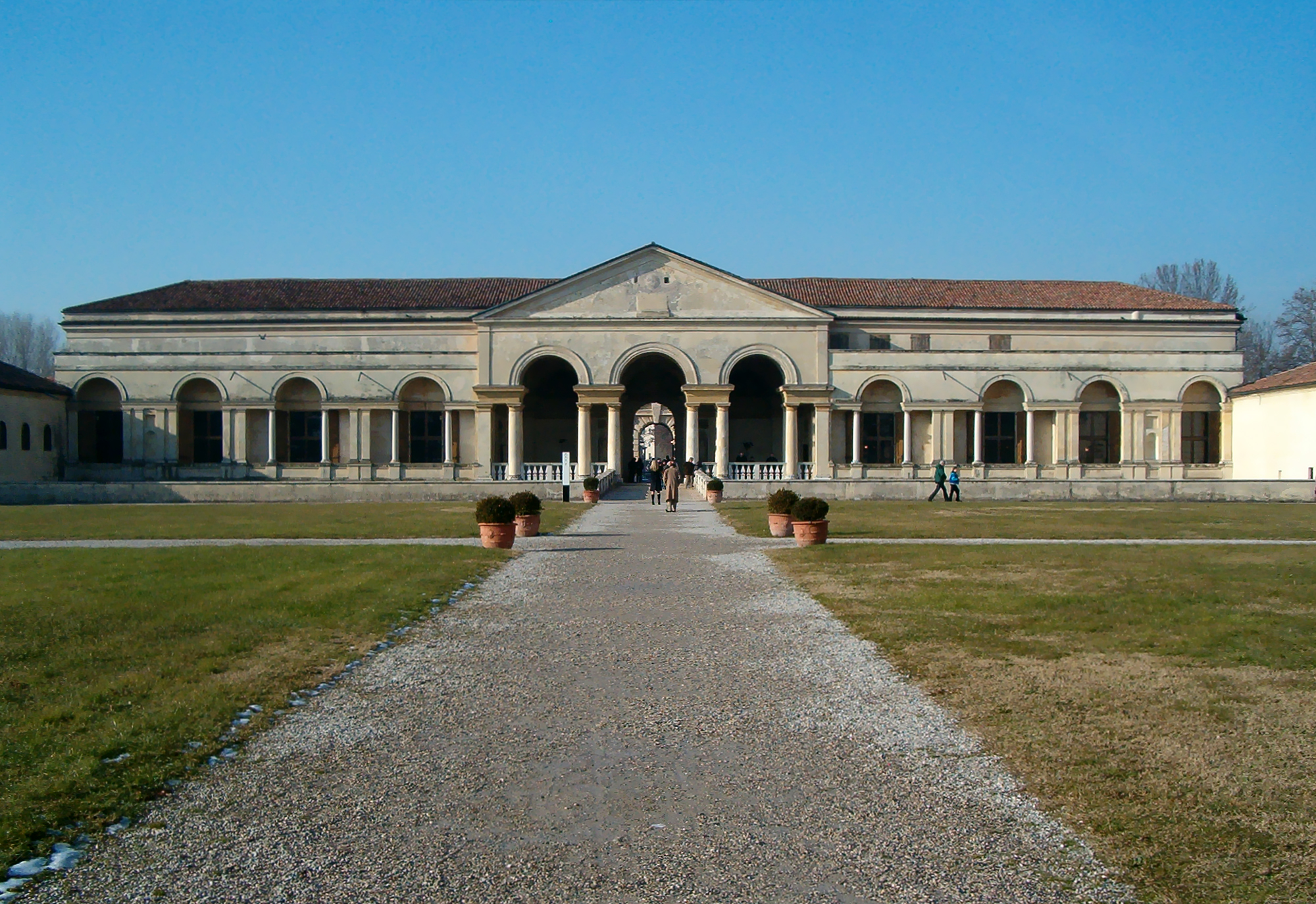
Palazzo del Te

### Altäre
- Lucas Cranach der Ältere – Magdalenen-Altar, 1520–1525, Stiftsmuseum der Stadt Aschaffenburg
- Klepping-Altar, Petrikirche, Soest
- Märtyreraltar, Kirche St. Viktor, Xanten
- Kreuzigungsretabel, Kirche St. Jakob, Lübeck
- Troyes-Altar, Victoria and Albert Museum, London

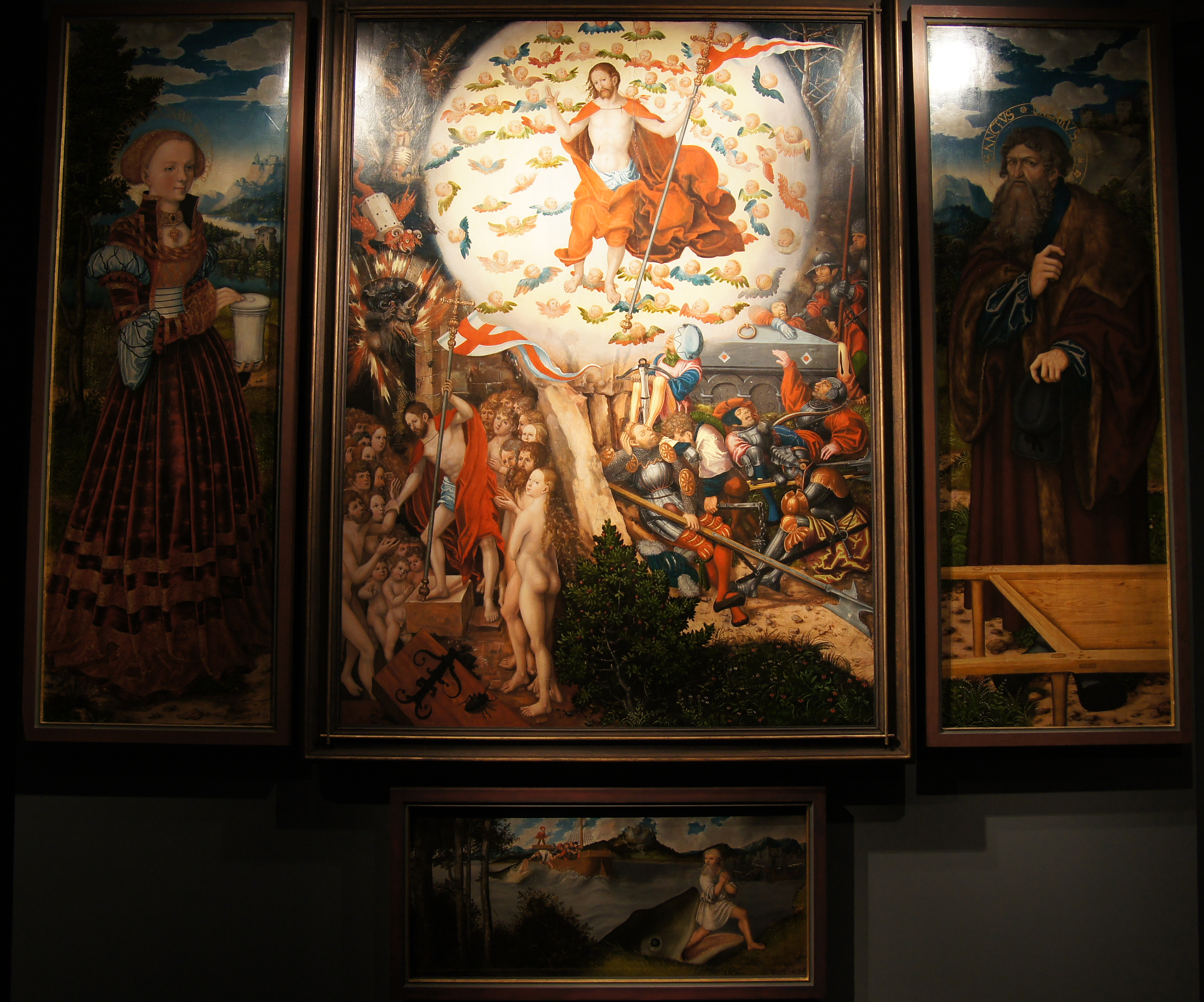
Magdalenen-Altar
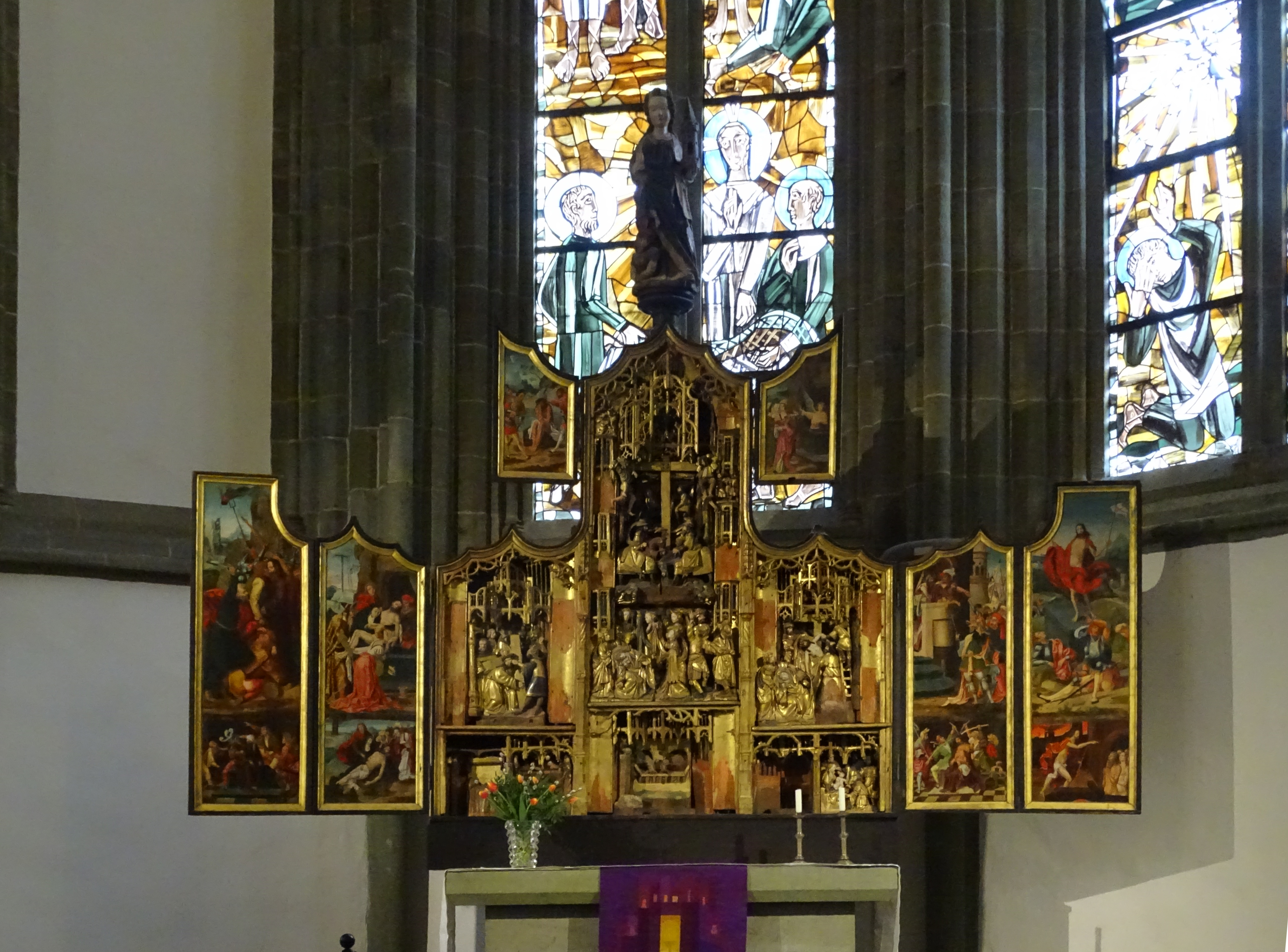
Klepping-Altar
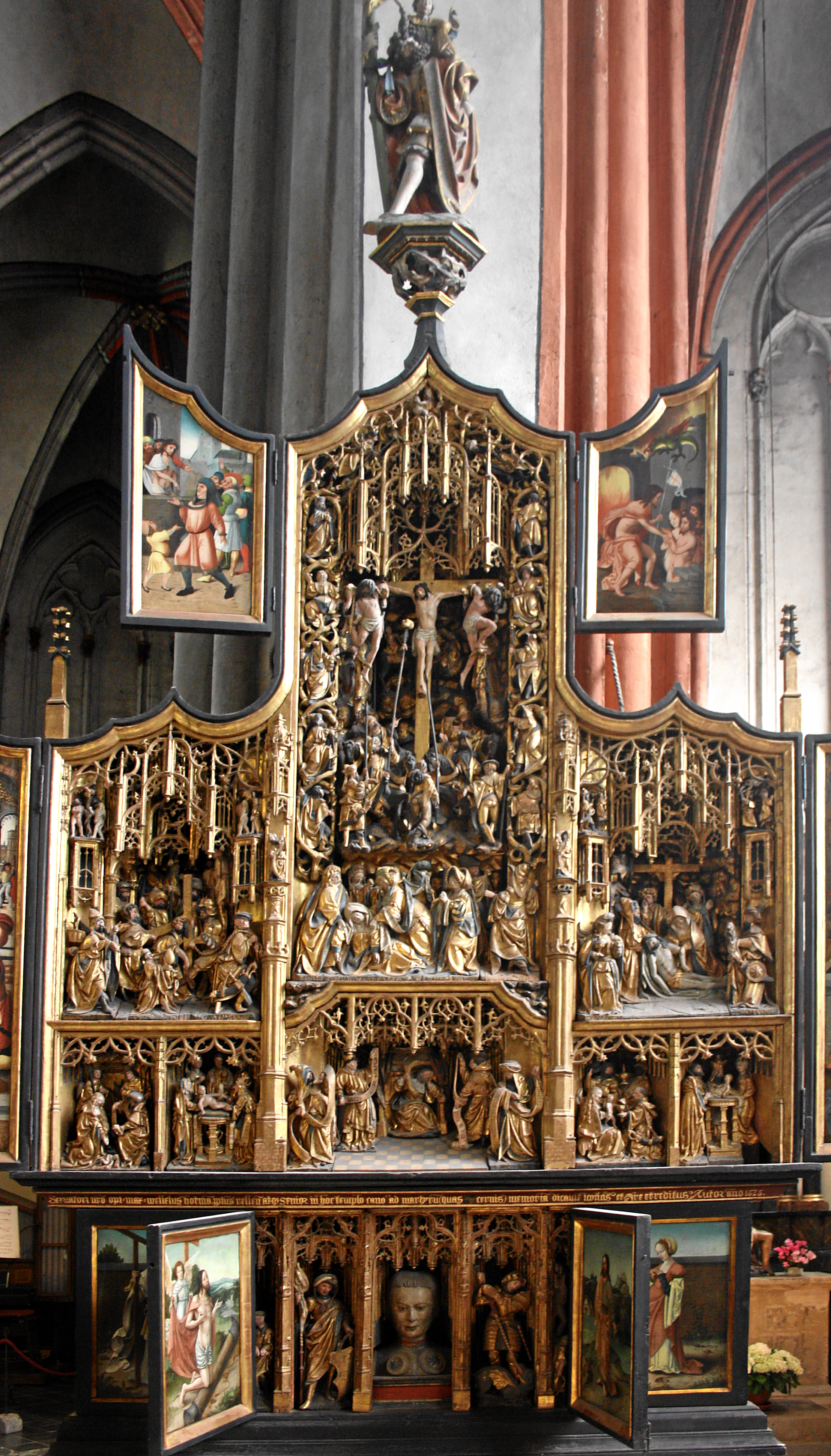
Märtyreraltar
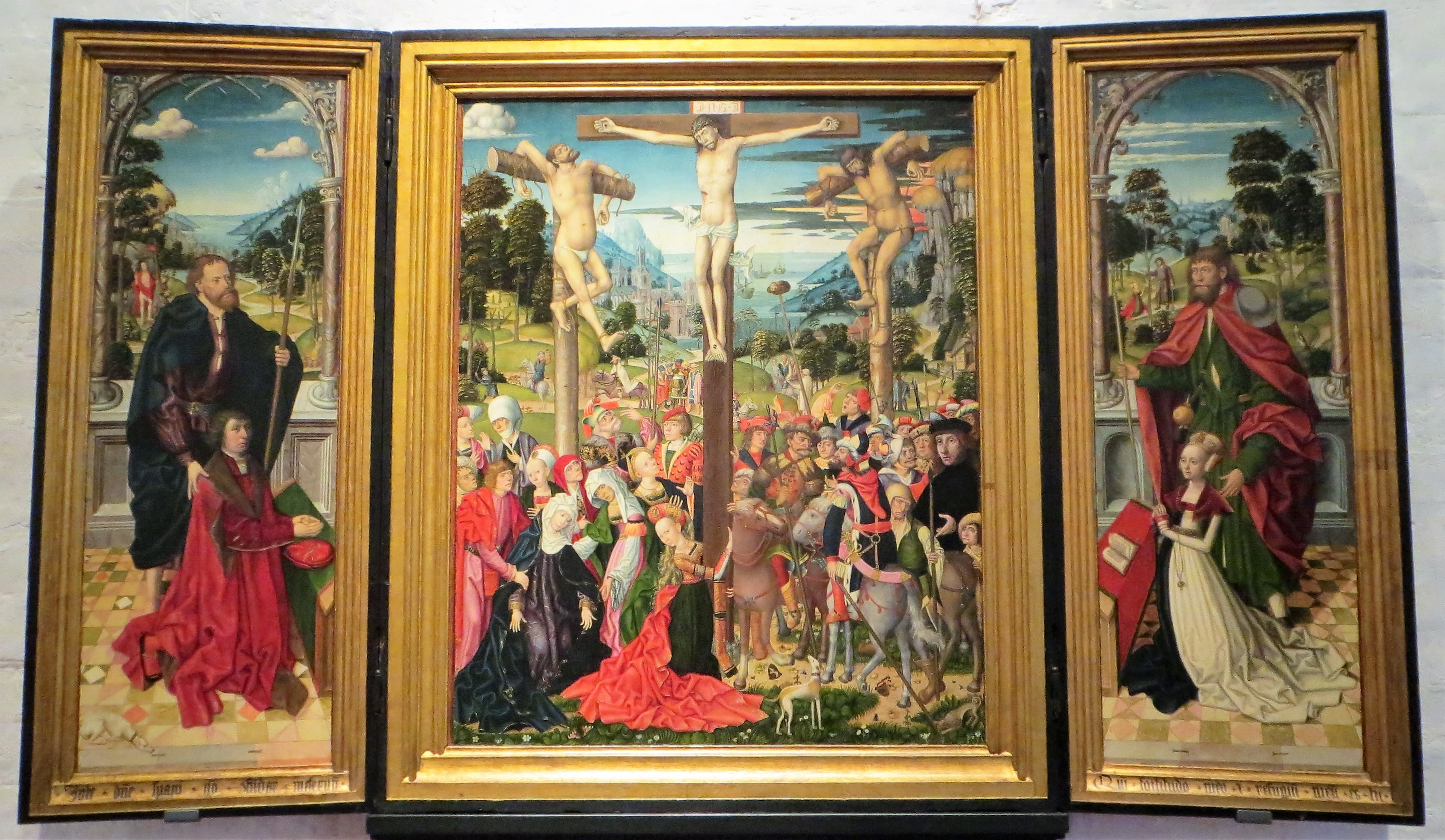
Kreuzigungsretabel
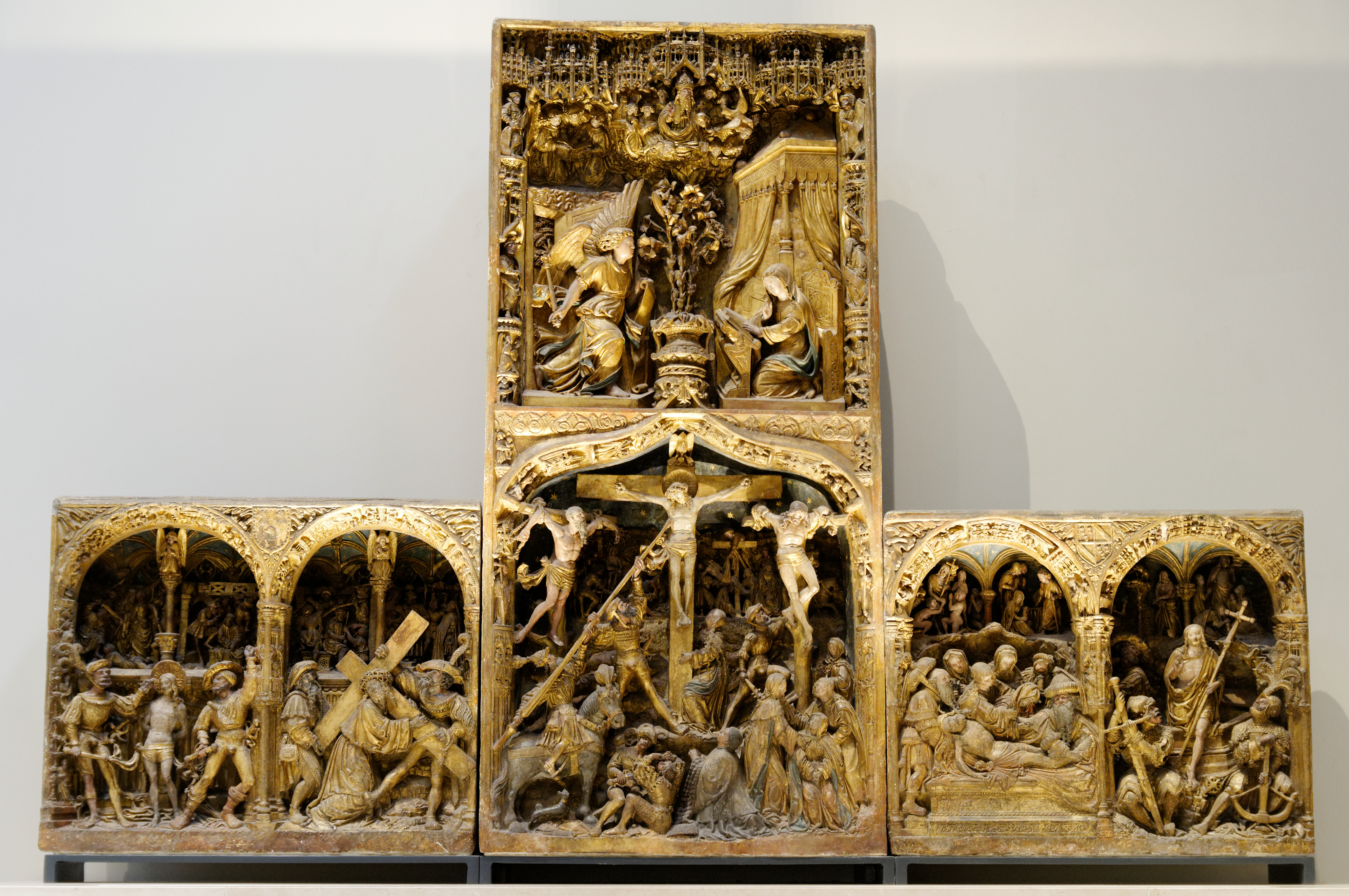
Troyes-Altar

### Drucke
- Barthel Beham
  - Judith, Universitätsbibliothek Warschau
  - Drei Soldaten, Universitätsbibliothek Warschau

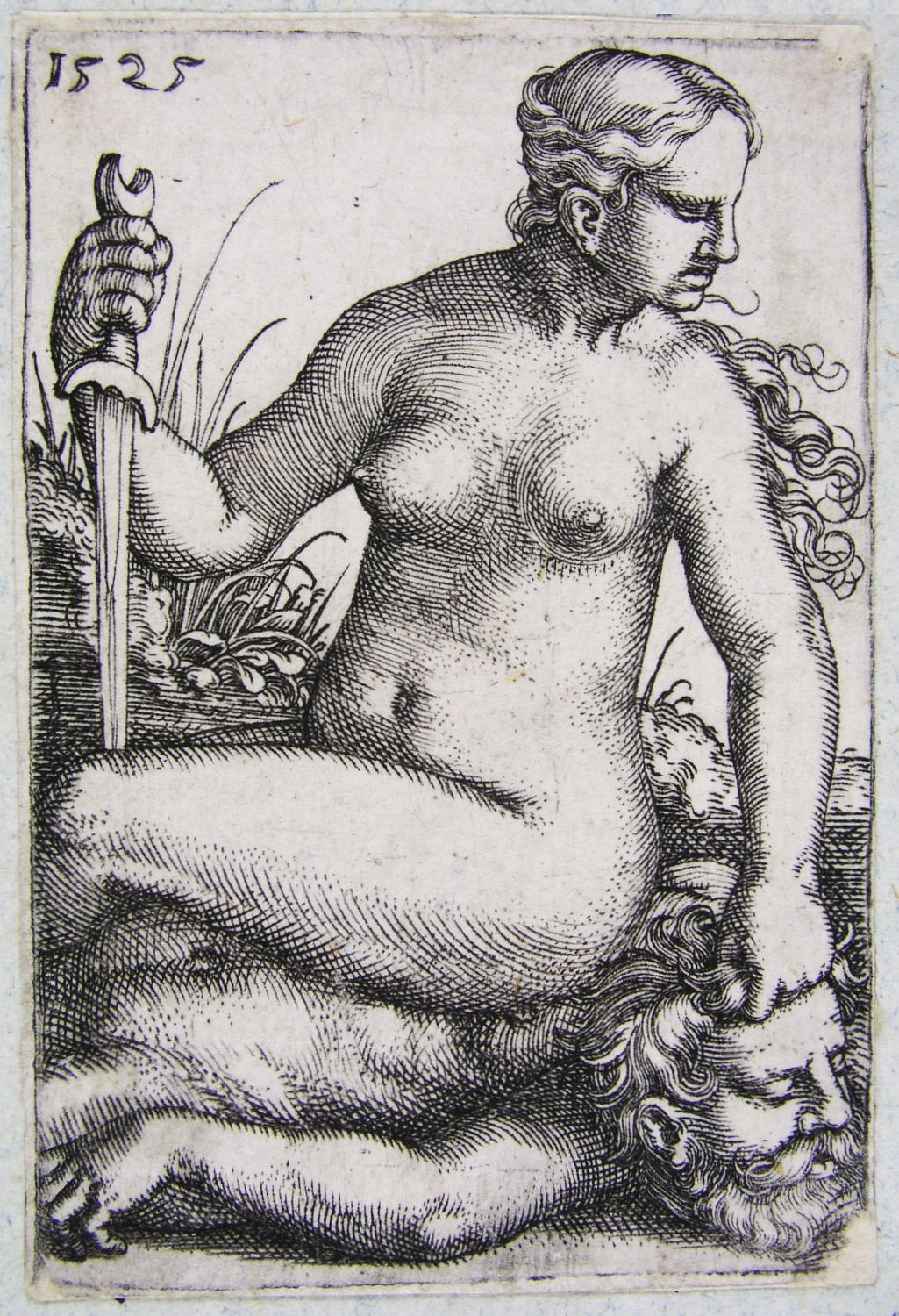
Barthel Beham – Judith
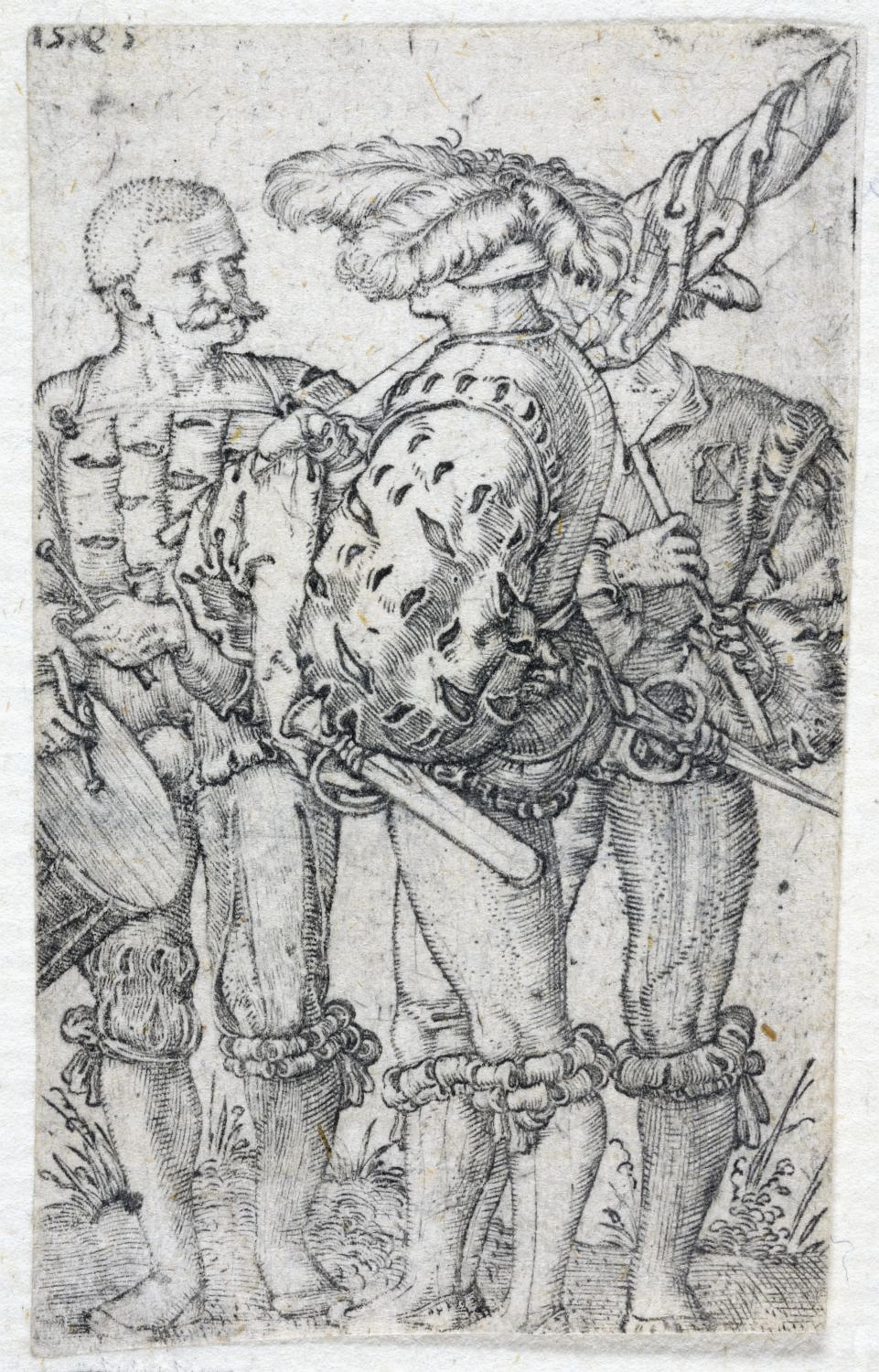
Barthel Beham – Drei Soldaten

### Fresken
- Andrea del Sarto malt die Madonna del sacco (Madonna mit dem Sack) in der Basilica della Santissima Annunziata in Florenz.
- Sodoma beginnt mit den Fresken aus dem Leben der Heiligen Katharina in der Kapelle der Heiligen in der Kirche San Domenico in Siena, einem seiner Hauptwerke.

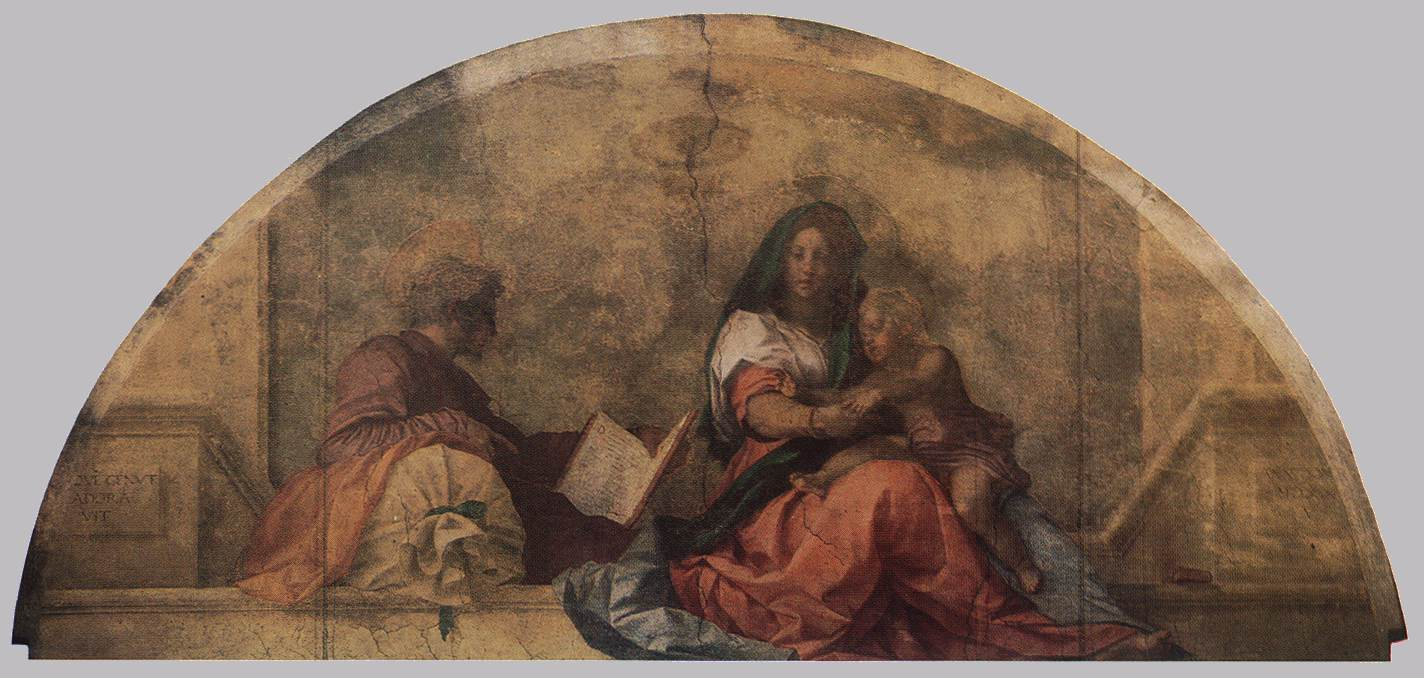
Andrea del Sarto - Madonna del sacco
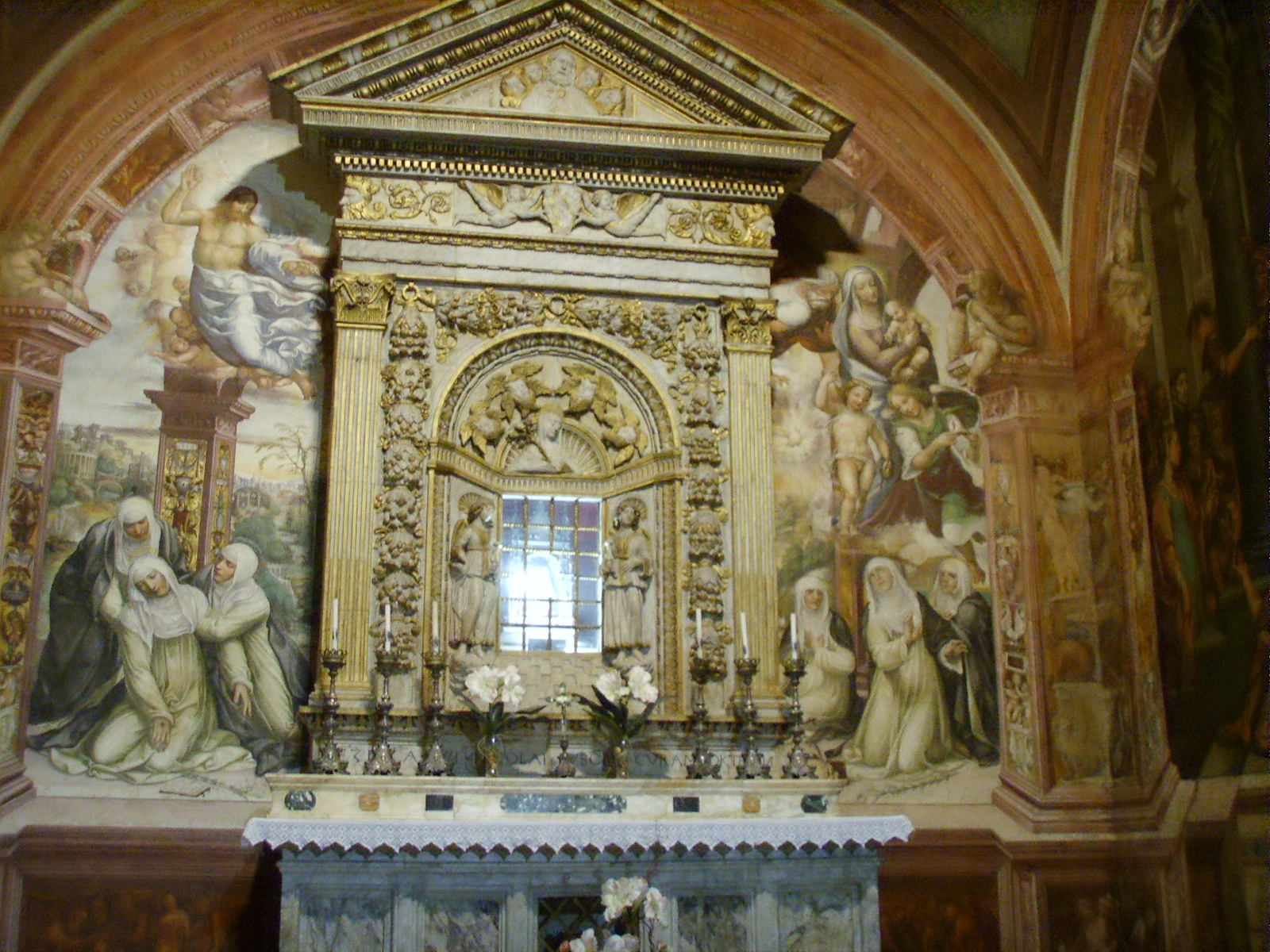
Sodoma – Fresken in der Cappella di Santa Caterina

### Illustrationen
- Albrecht Dürer – Abbildungen in seinem Buch Underweysung der messung mit dem zirckel und richtscheyt ...

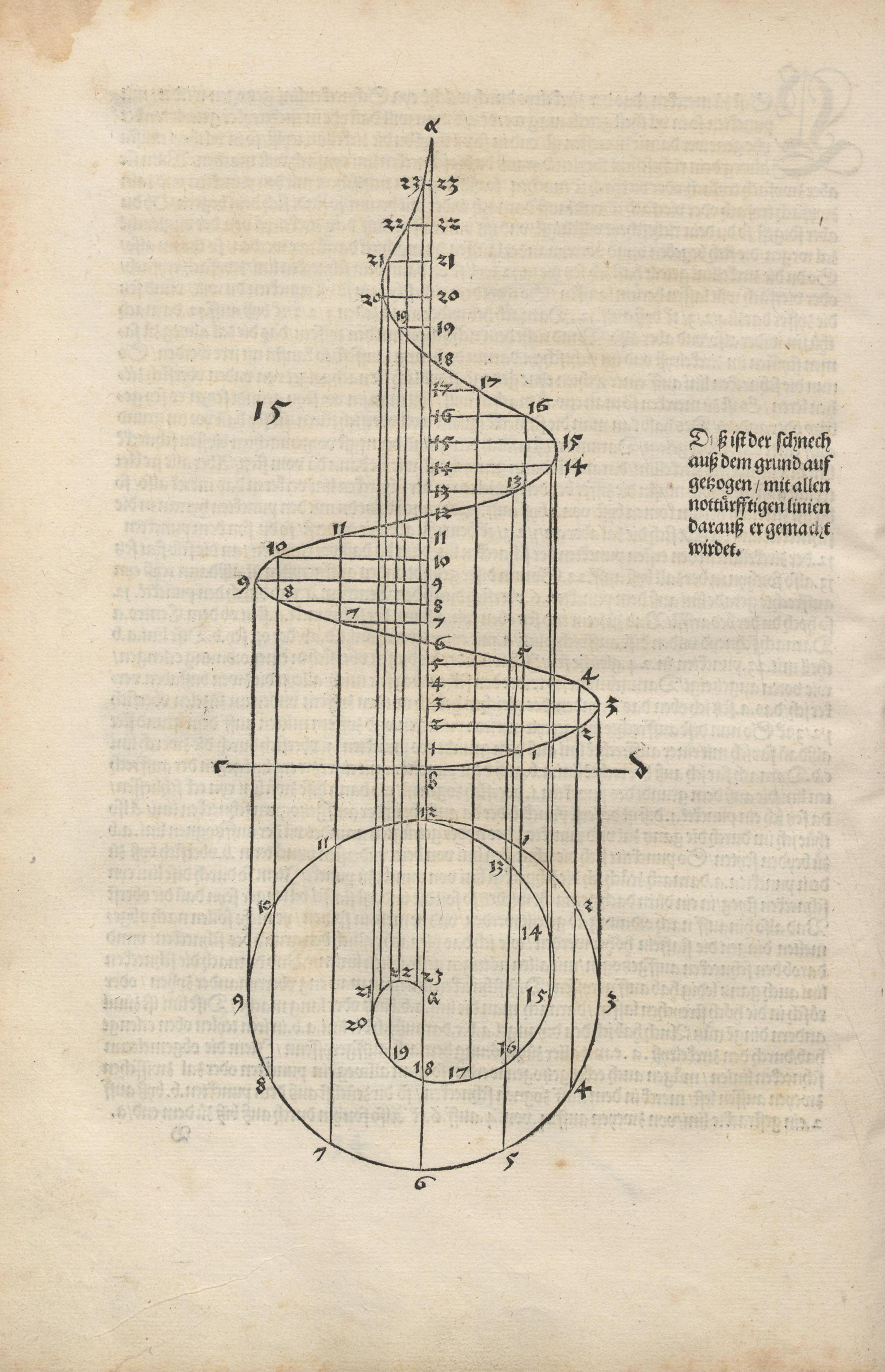
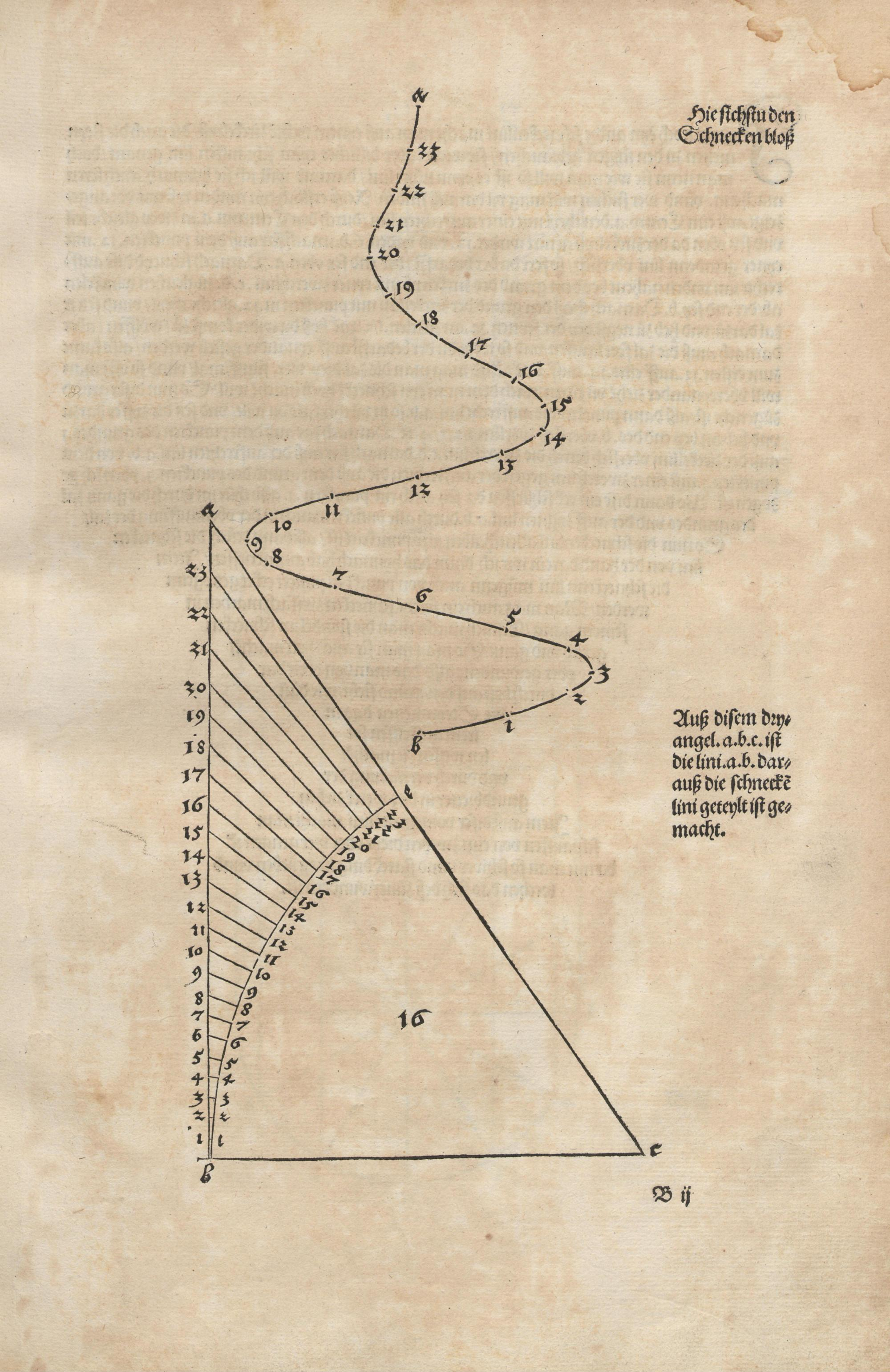
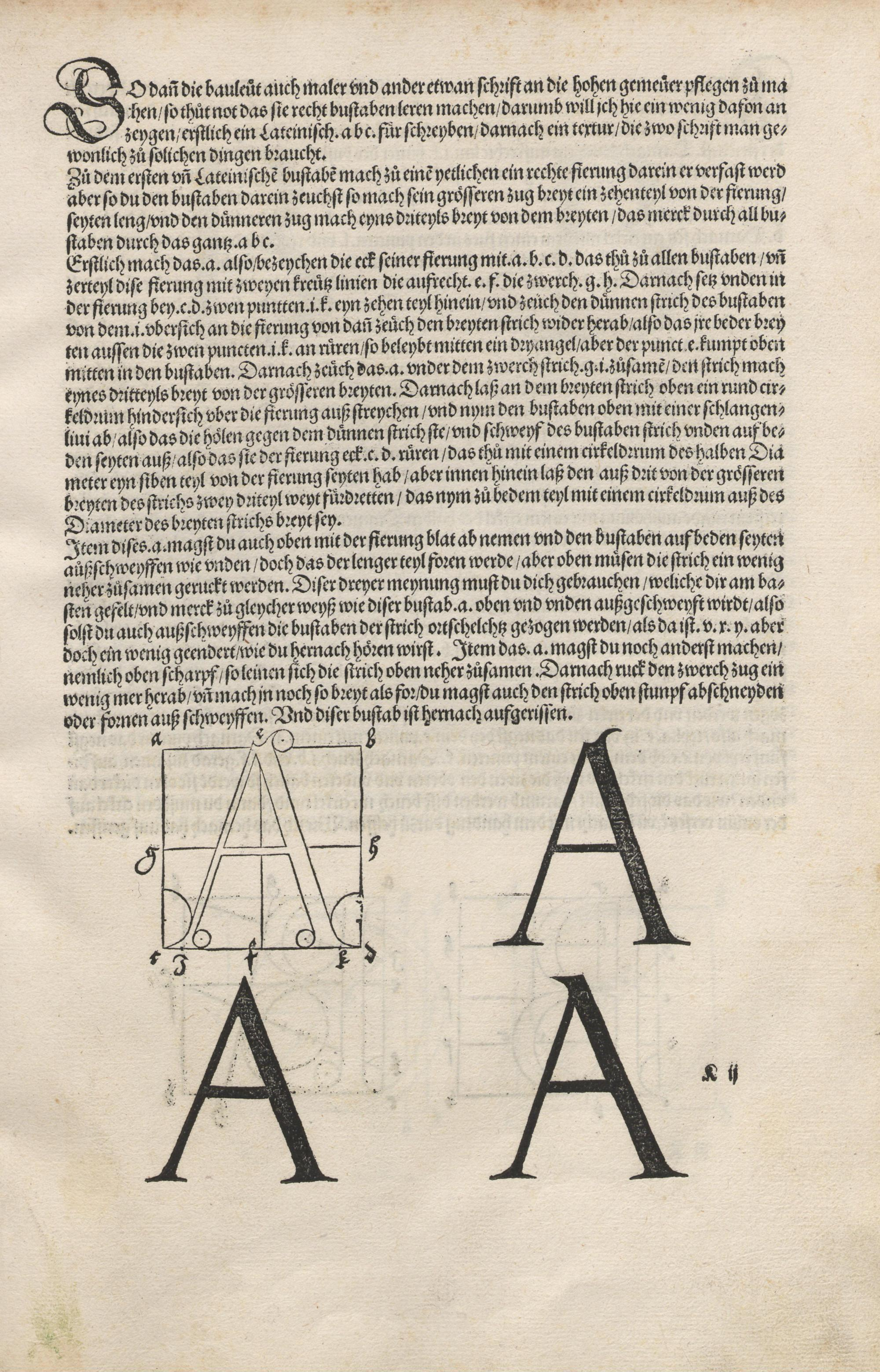
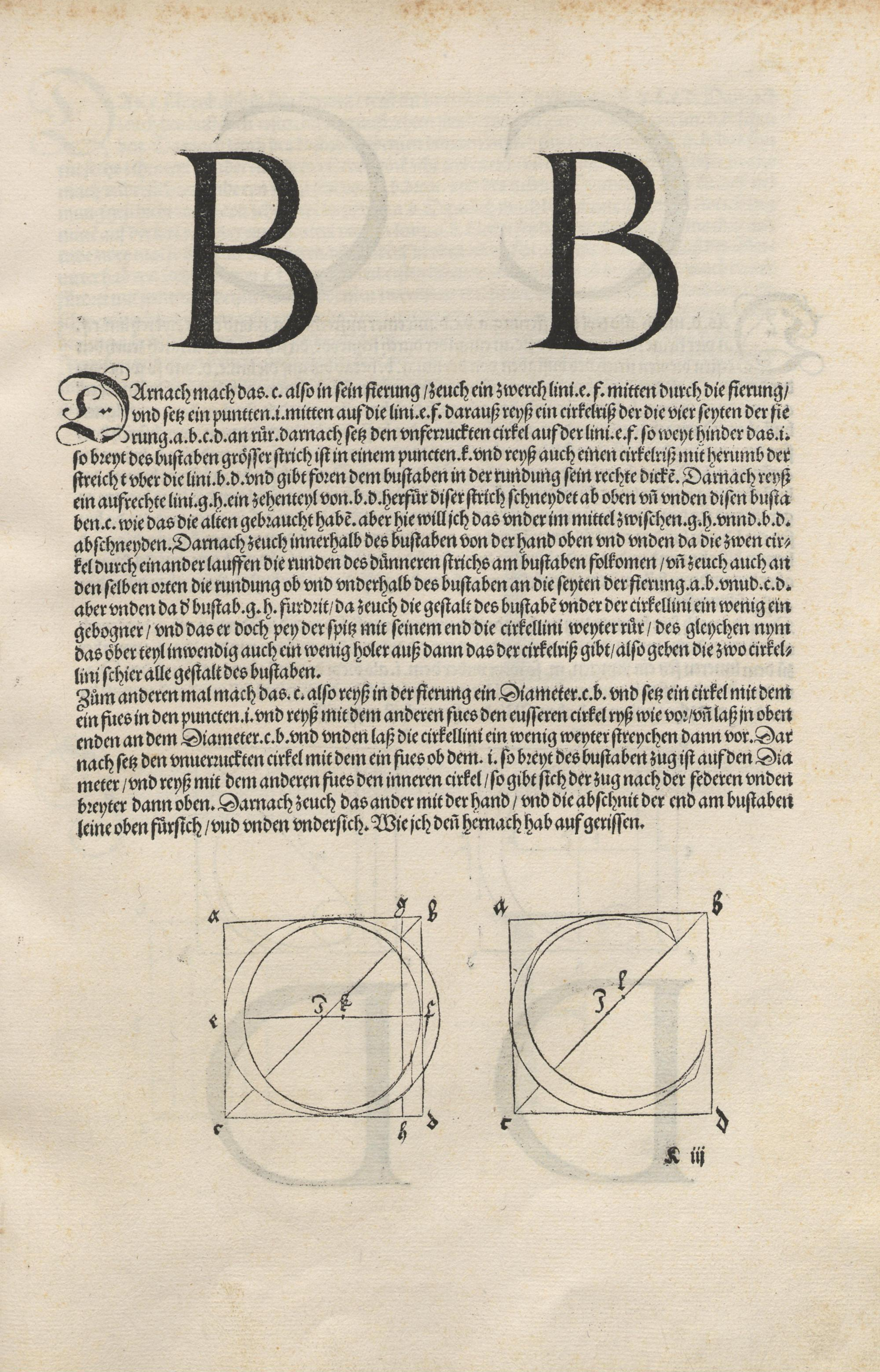
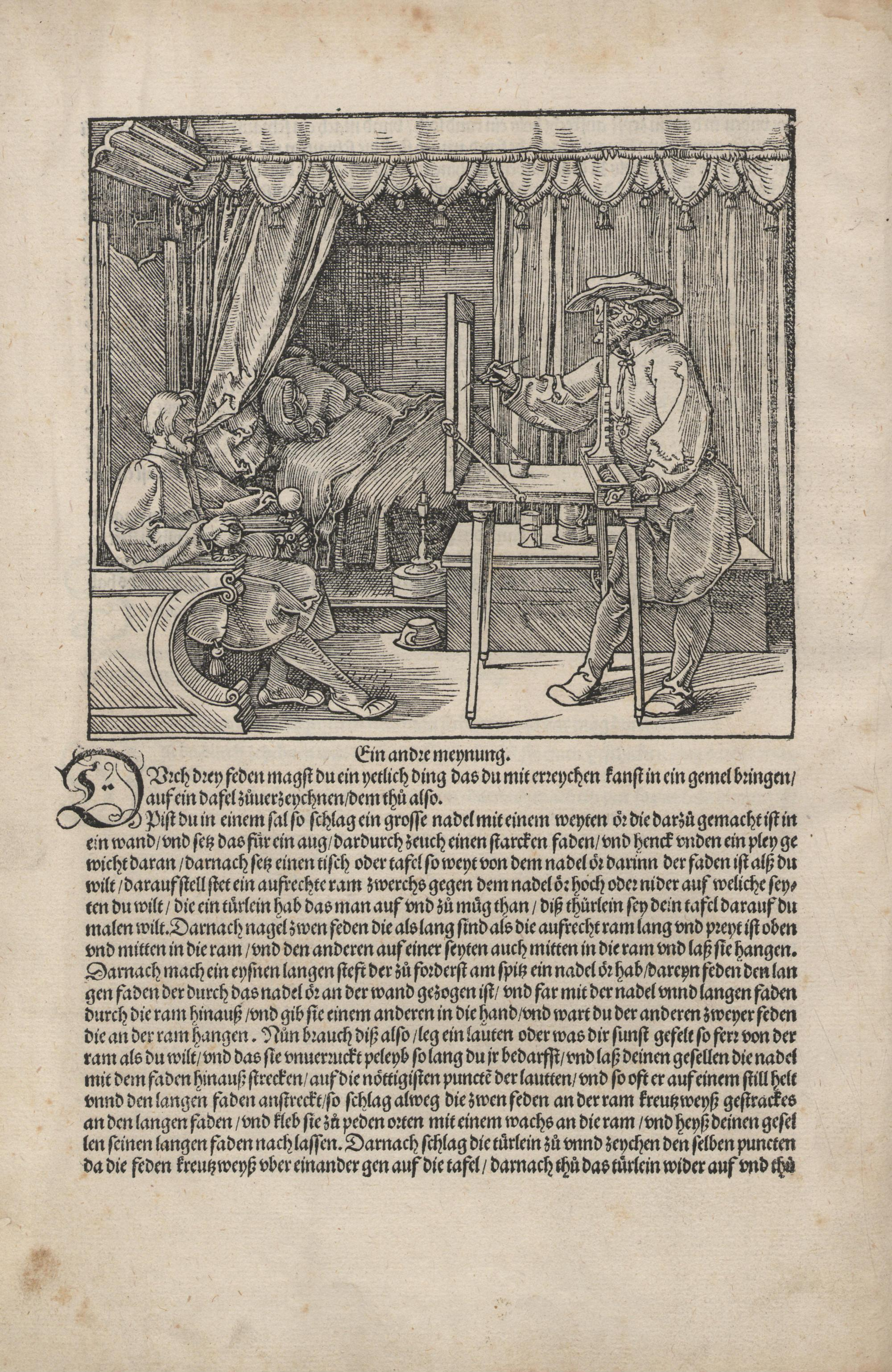
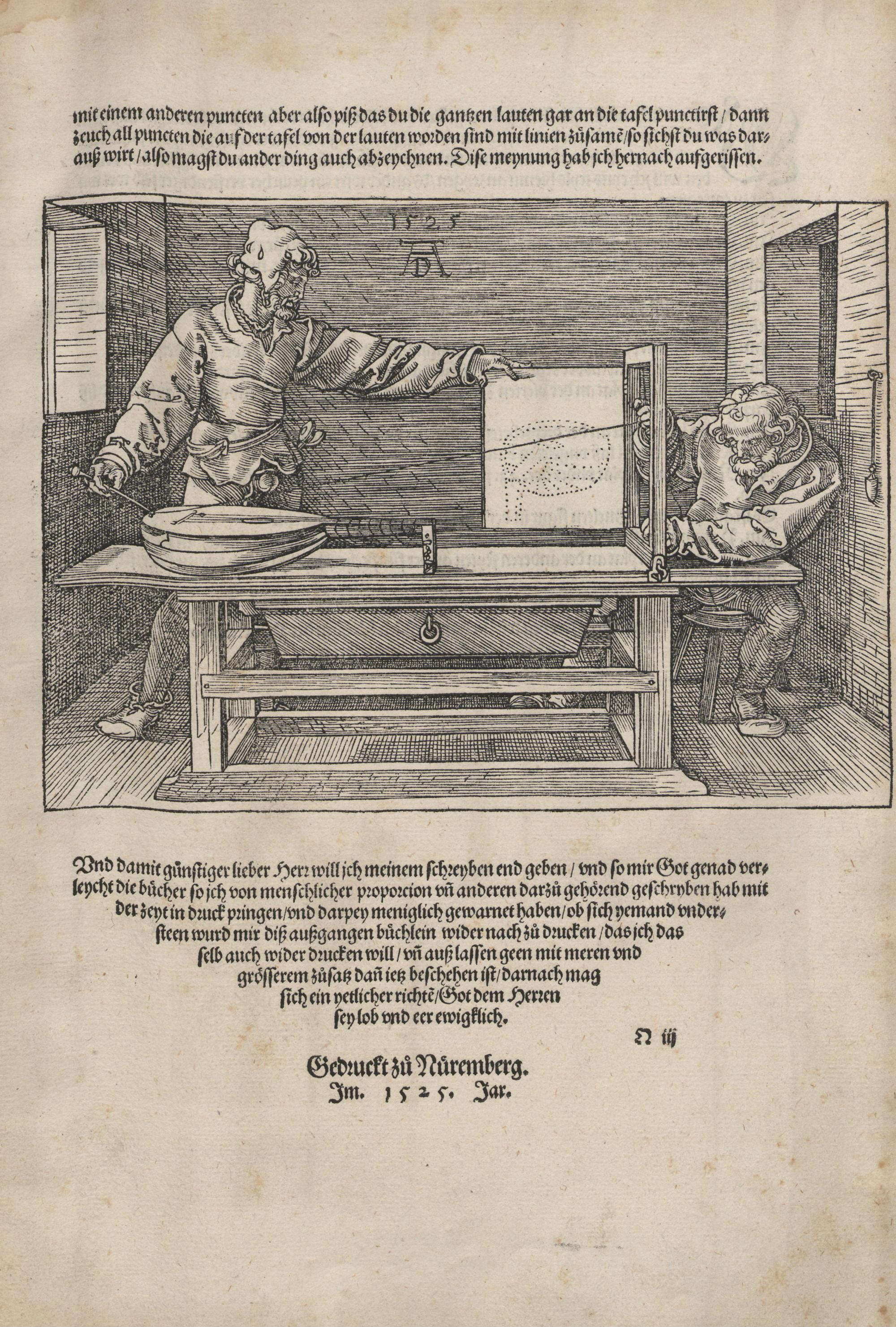

### Gemälde

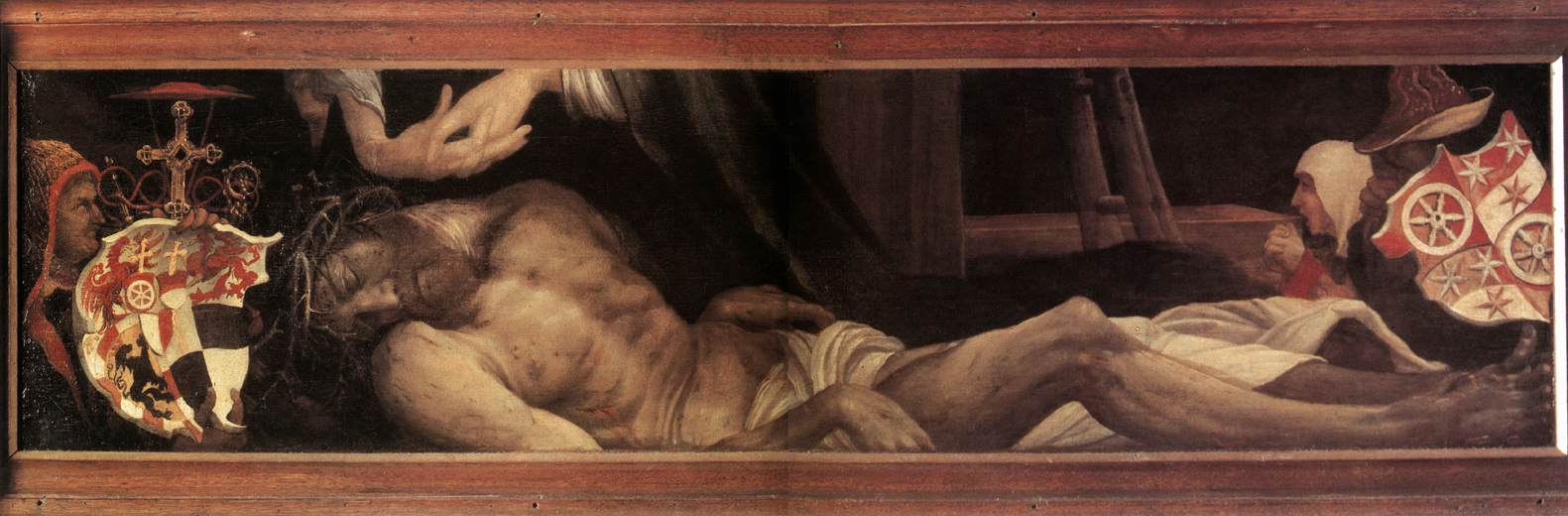
Matthias Grünewald – Beweinung Christi

- Hans Baldung – Judith und Holofernes
- Barthel Beham – Hans Urmiller mit seinem Sohn, Städelsches Kunstinstitut, Frankfurt
- Paris Bordone – Hl. Georg und der Drache
- Joos van Cleve
  - Lucretia, etwa 1525
  - Madonna mit Kind, etwa 1525
- Lucas Cranach der Ältere
  - Judith mit zwei Begleiterinnen, Sammlung Gustav Rau
  - Kardinal Albrecht von Brandenburg als Hieronymus im Gehäus, Hessisches Landesmuseum Darmstadt
  - Traubenmadonna, um 1525, München
  - Venus und Cupido
- Antonio da Correggio – Das Martyrium von vier Heiligen, ca. 1524–1525
- Jan Gossaert – Sündenfall
- Matthias Grünewald – Beweinung Christi, etwa 1525, Stiftskirche St. Peter und Alexander, Aschaffenburg
- Hans Maler zu Schwaz – Porträt des Anton Fugger
- Bernard van Orley – Beschneidung Christi, zwischen 1525 und 1530
- Pontormo – Bildnis eines jungen Mannes, um 1522–1525, Pinacoteca Civica, Lucca
- Jan Provost – Das Jüngste Gericht, Groeningemuseum, Brügge
- Nicola da Urbino – Adoration of the Magi
- Giulio Romano
  - Madonna mit der Waschschüssel, um 1525, Gemäldegalerie Alte Meister, Dresden
  - Steinigung des Heiligen Stephan, um 1520–1525, Santo Stefano, Genua
- Sodoma – Hl. Sebastian, 1525–27, Florenz
- Girolamo da Treviso – Christus und die Samariterin

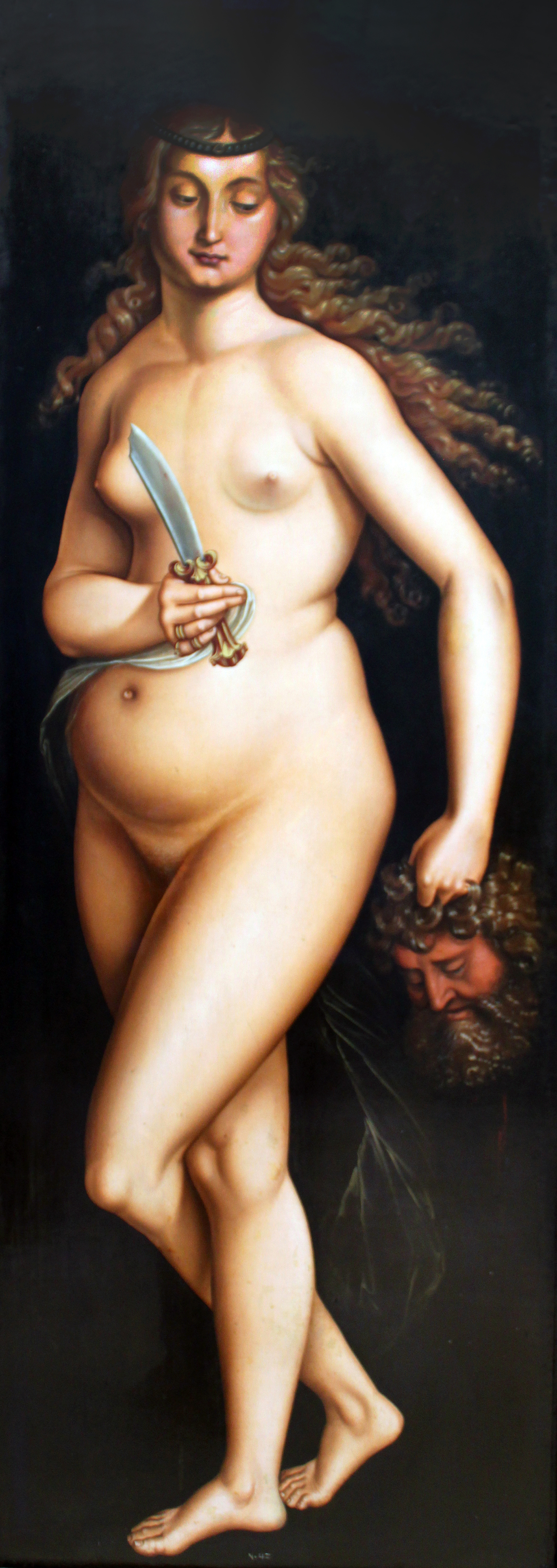
Hans Baldung – Judith und Holofernes
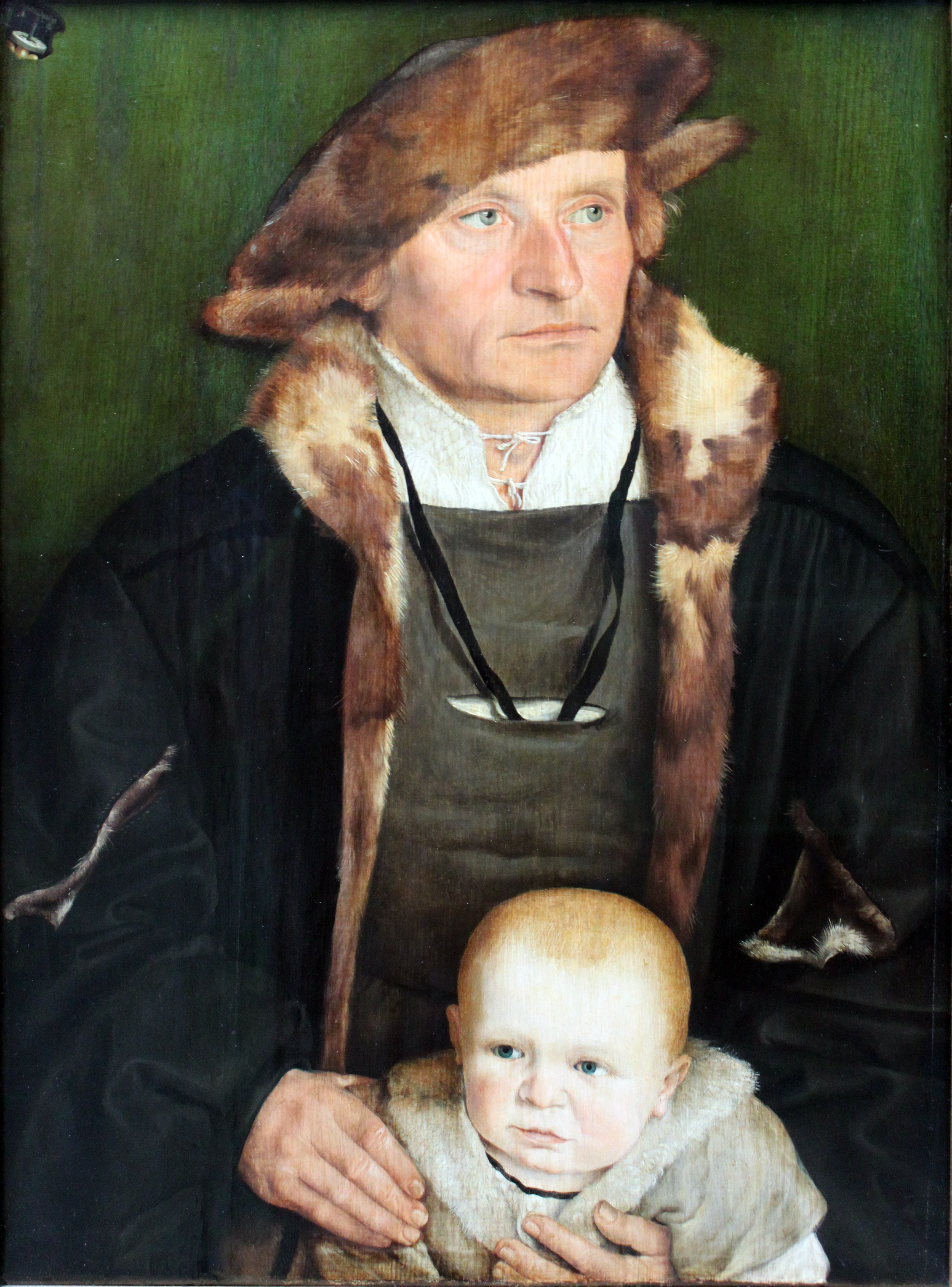
Barthel Beham – Hans Urmiller mit seinem Sohn
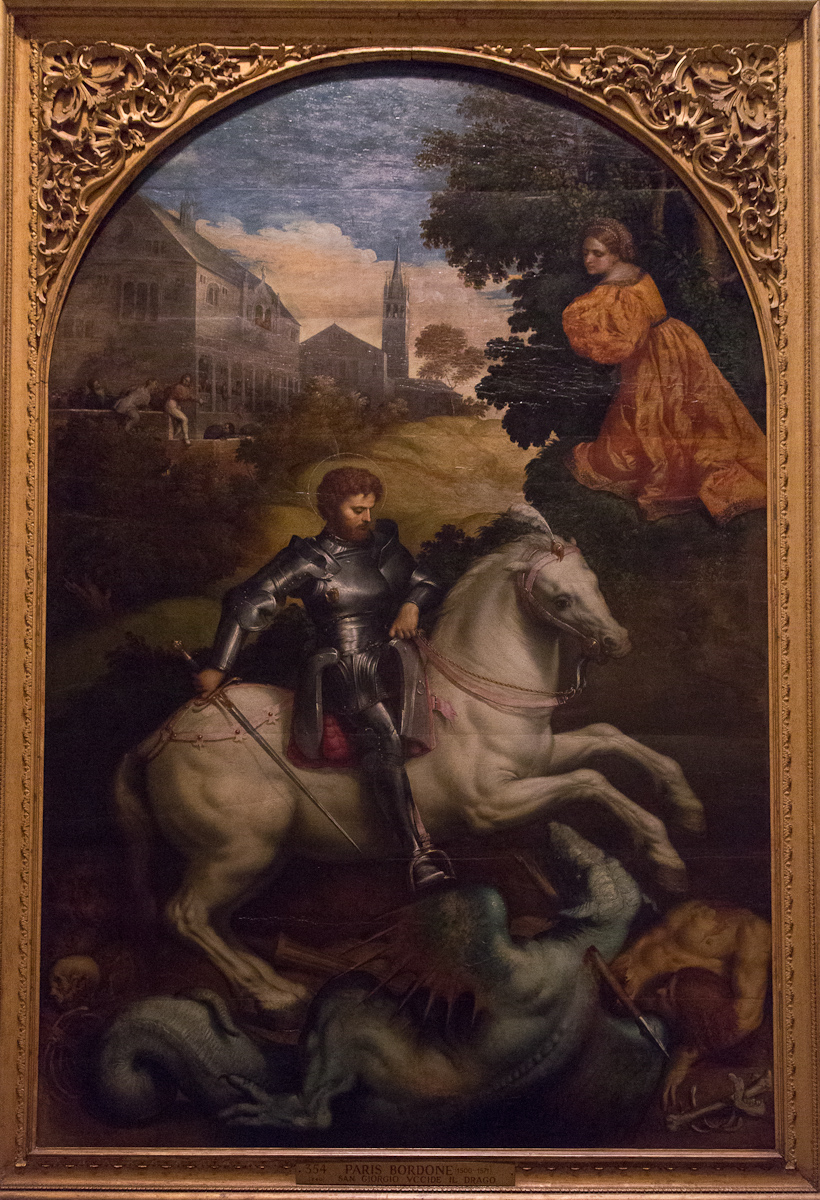
Paris Bordone – Hl. Georg und der Drache
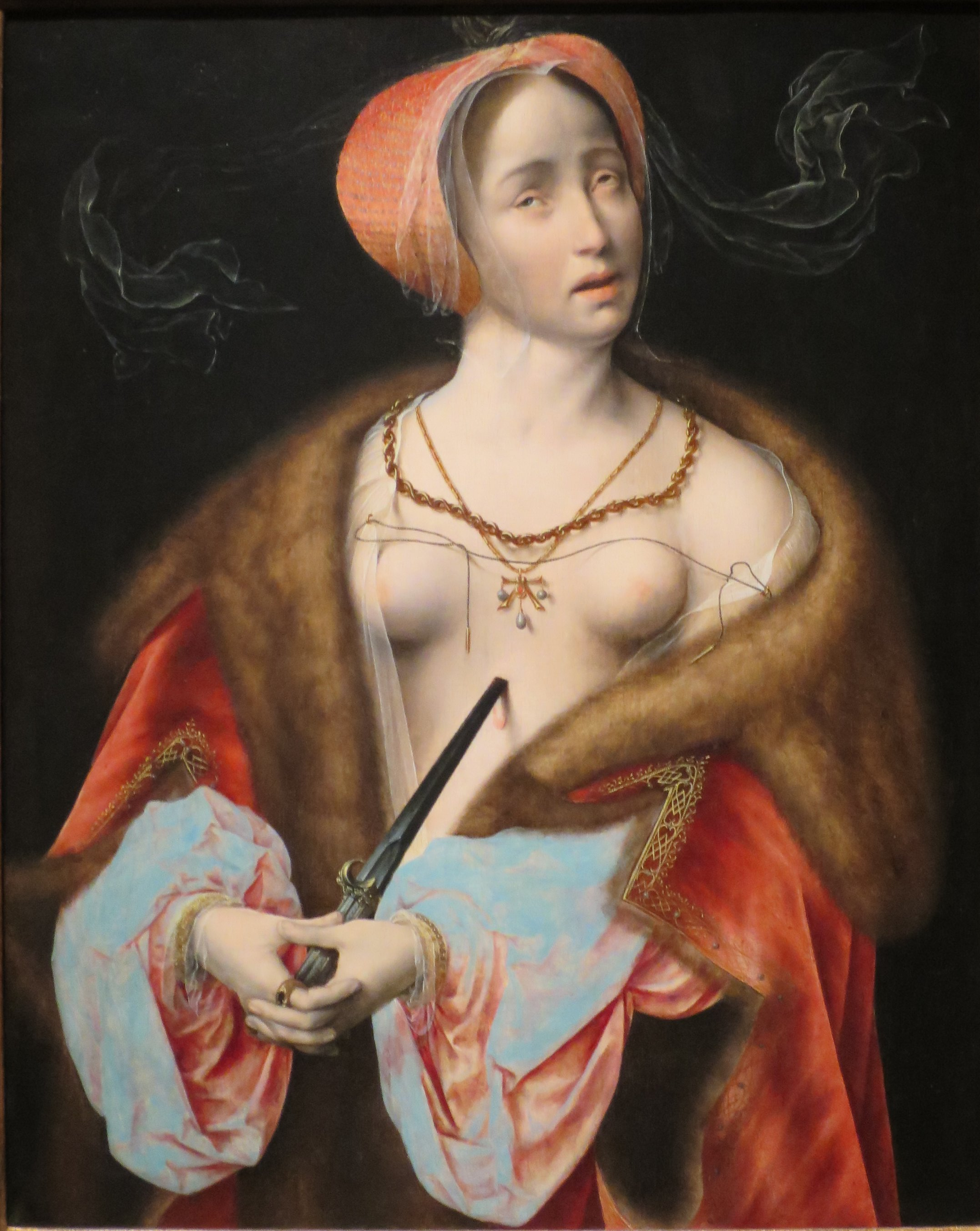
Joos van Cleve - Lucretia
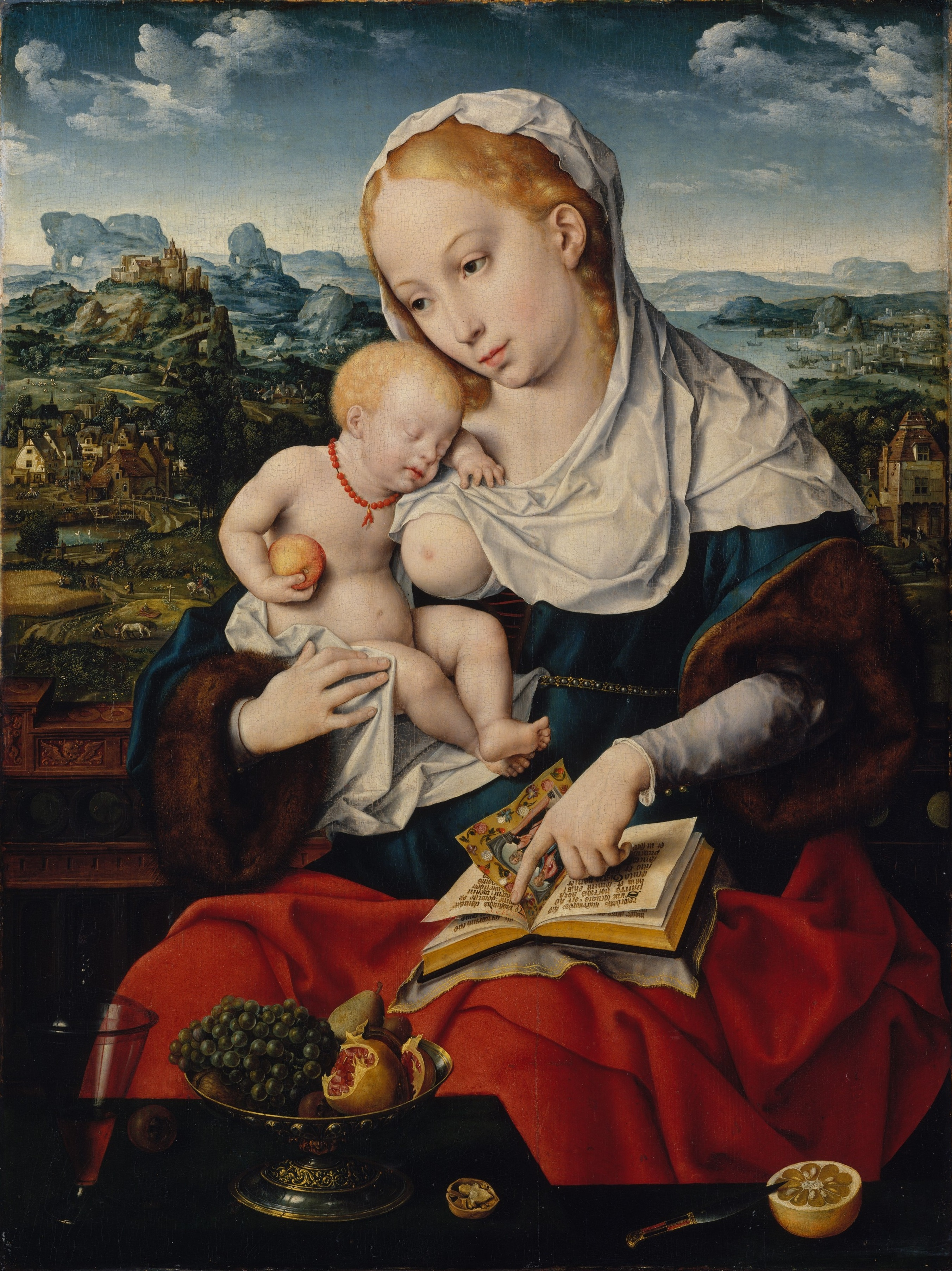
Joos van Cleve - Madonna mit Kind
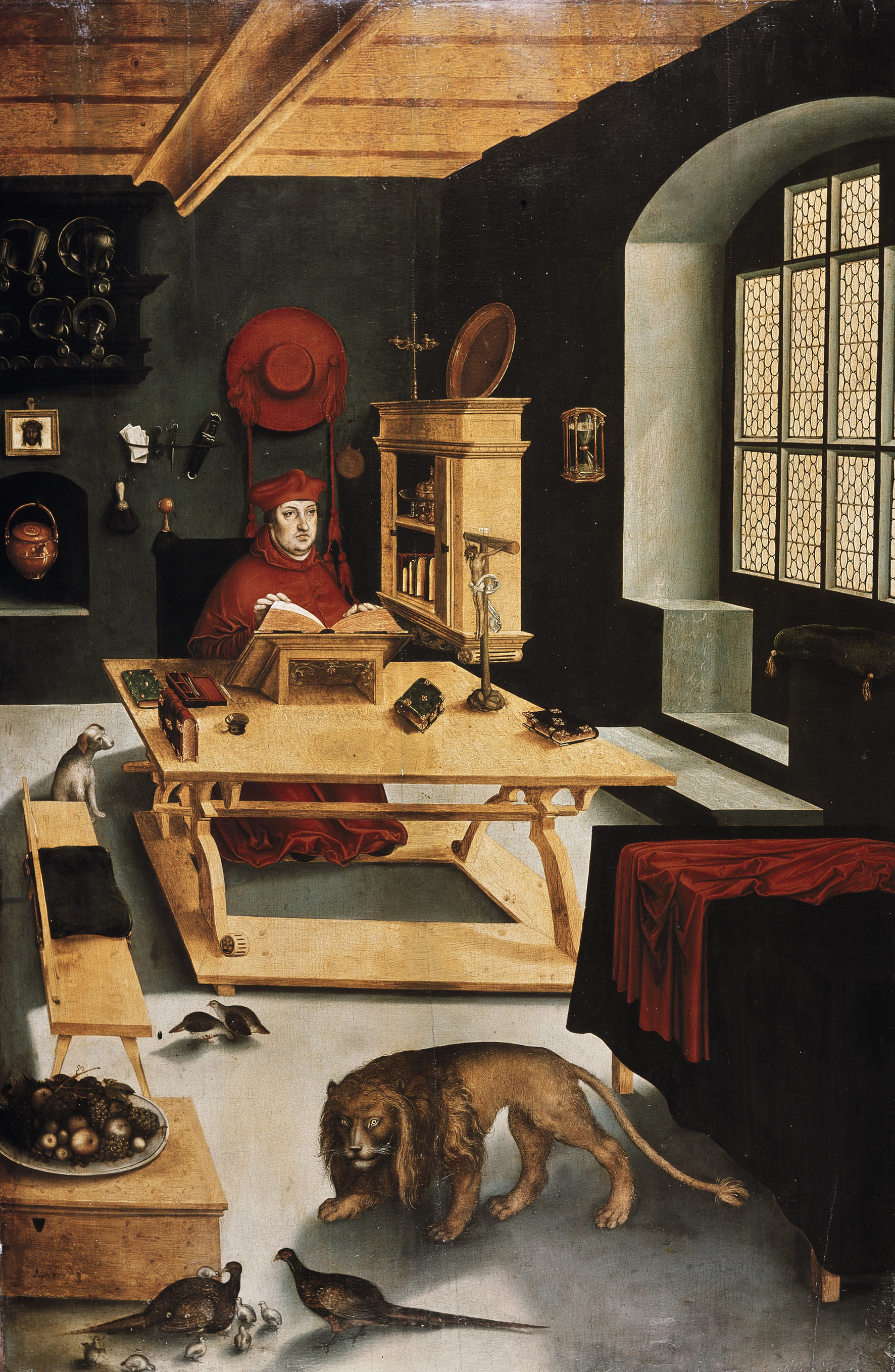
Lucas Cranach der Ältere – Kardinal Albrecht von Brandenburg
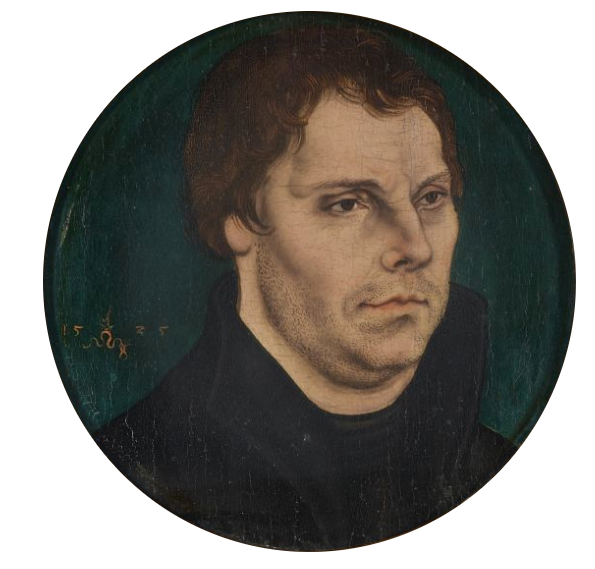
Lucas Cranach der Ältere – Martin Luther
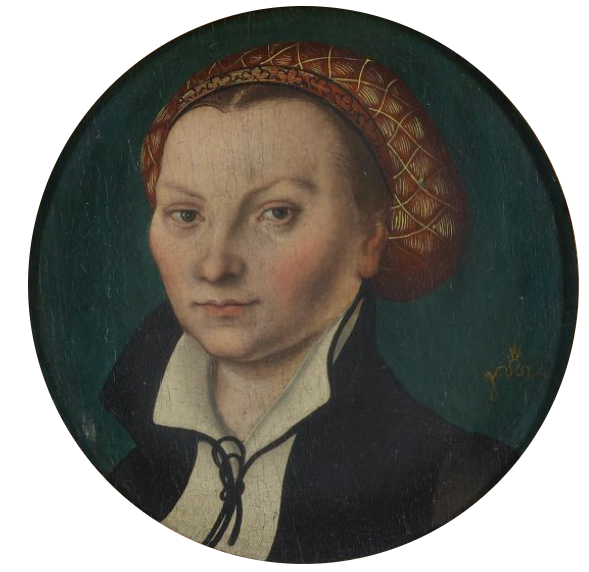
Lucas Cranach der Ältere – Katharina v. Bora
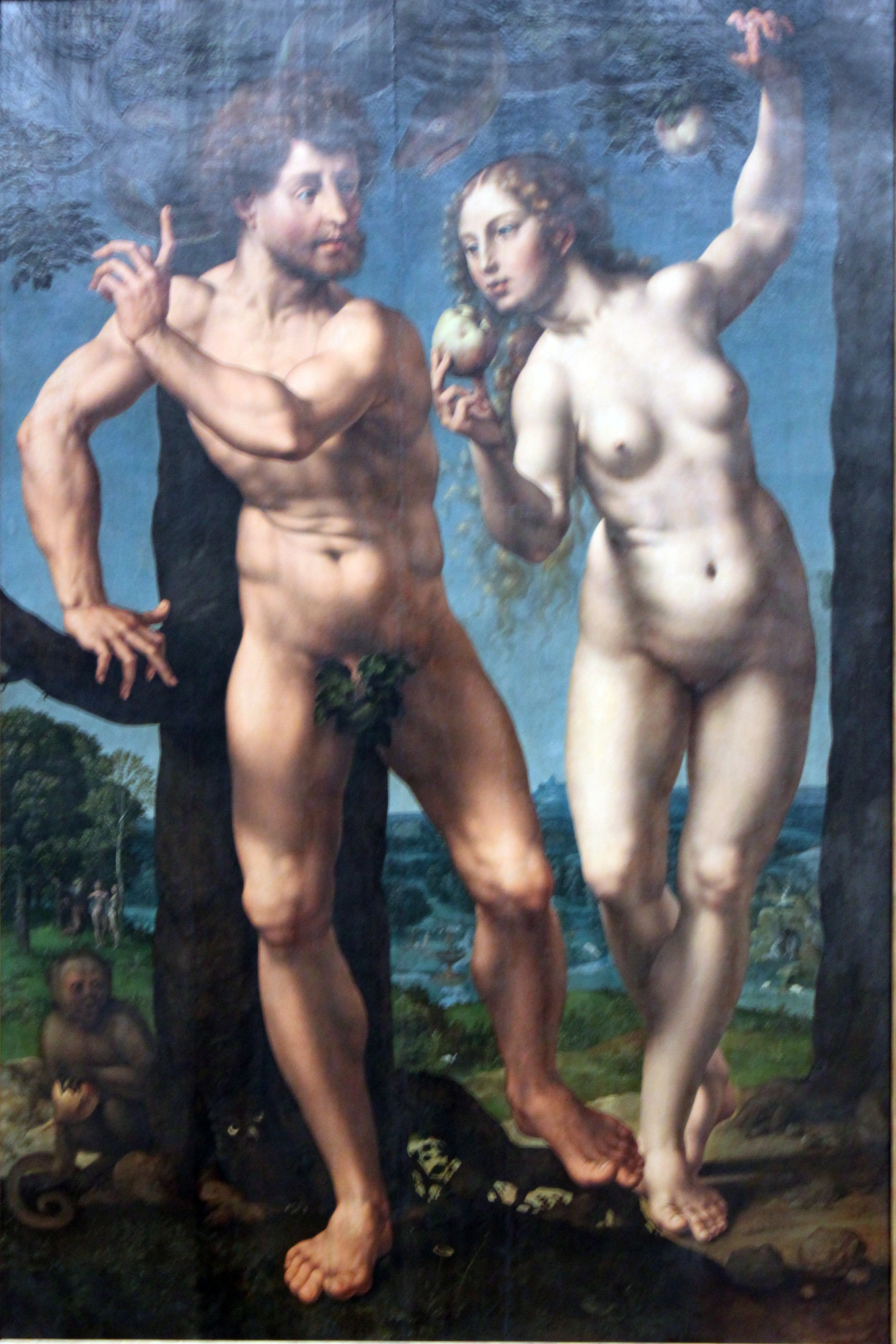
Jan Gossaert – Sündenfall
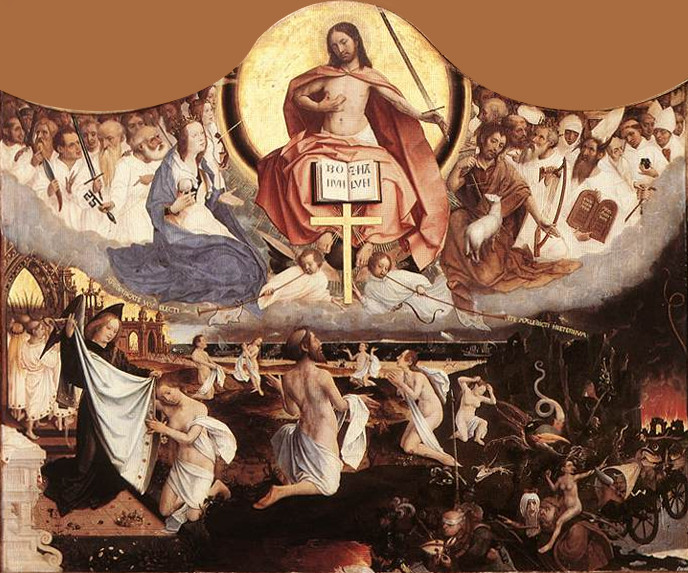
Jan Provost – Das Jüngste Gericht
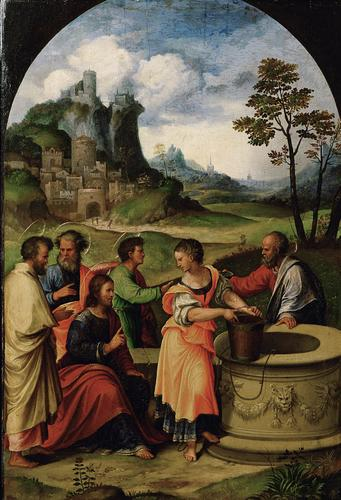
Girolamo da Treviso – Christus und die Samariterin

### Skulpturen
- Conrad Meit – Judith mit dem Haupt des Holofernes, um 1525
- Anna Selbdritt, Deutsches Historisches Museum, Berlin

Conrat Meit – Judith mit dem Haupt des Holofernes
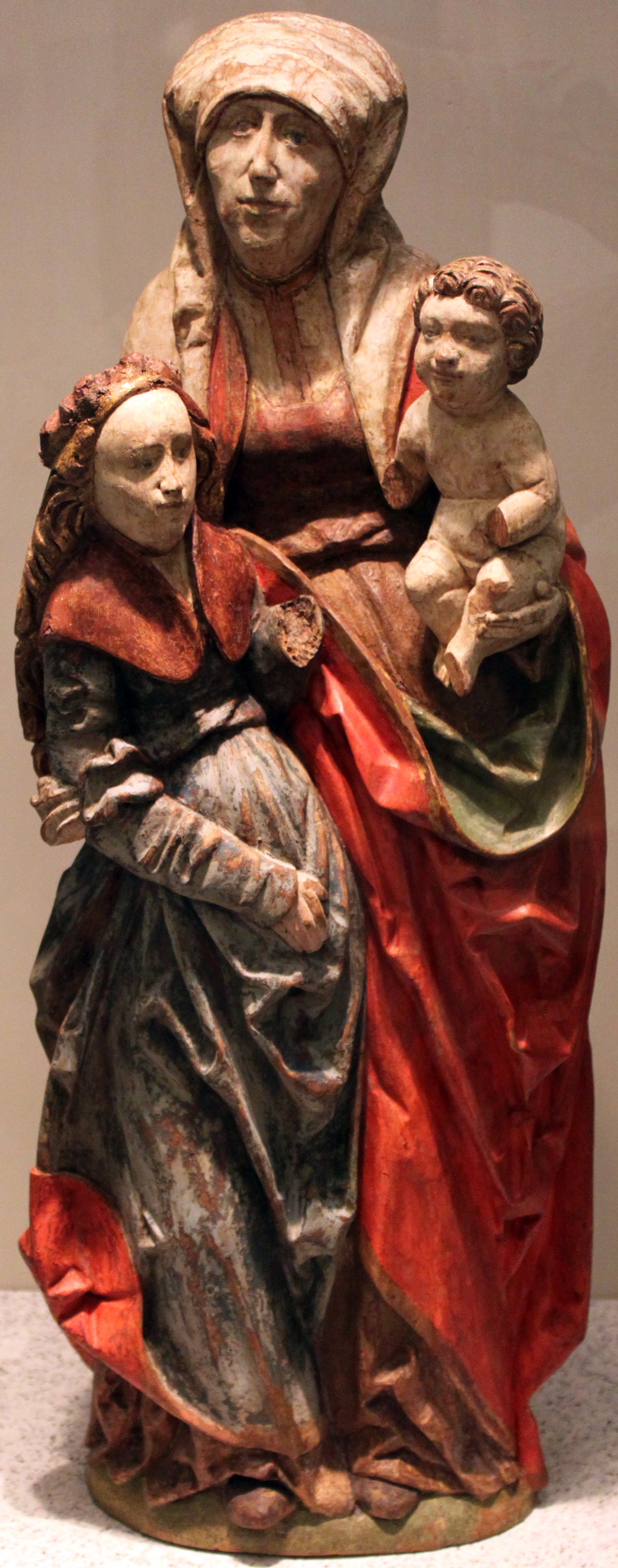
Anna Selbdritt

### Zeichnungen
- Matthias Grünewald – Dreifachportrait Trias Romana, 1525, Kreidezeichnung Kupferstichkabinett Berlin, Berlin

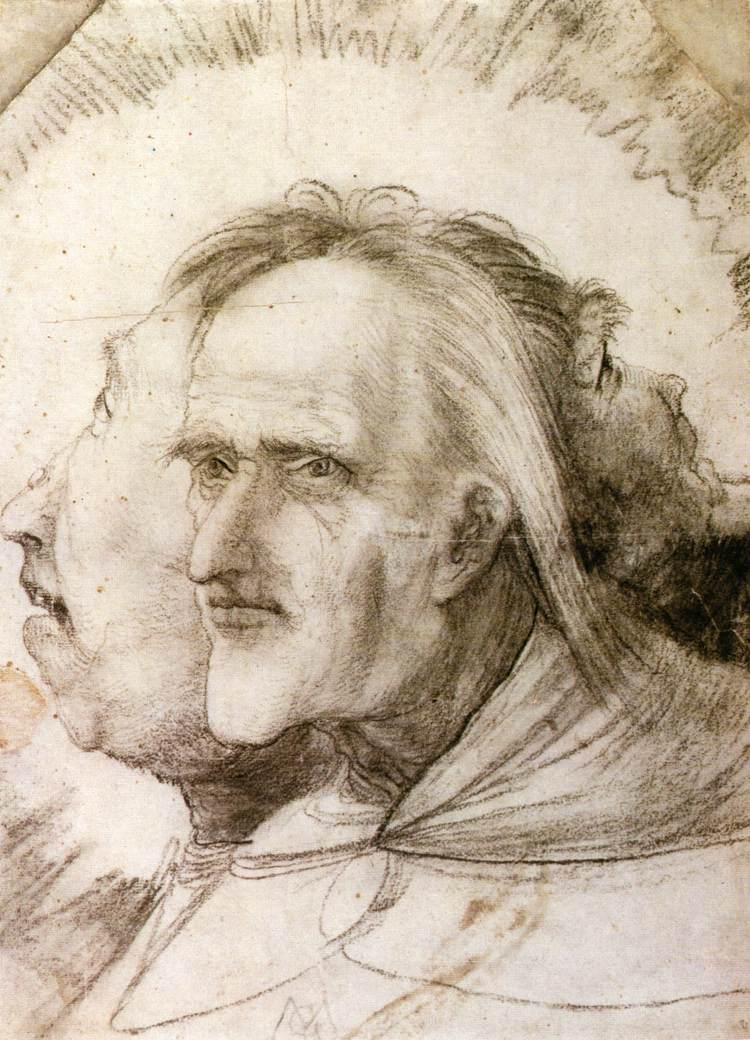
Matthias Grünewald – Trias Romana

## Geboren

### Geburtsdatum gesichert
- 3. Juli: Hans Rudolf Manuel, Schweizer Holzschnitzer und Politiker († 1571)

### Genaues Geburtsdatum unbekannt
- Ascanio Condivi, italienischer Maler und Autor († 1574)
- Guillaume Le Bé, französischer Stempelschneider, Schriftentwerfer, Schriftgießer und Verleger († 1598)
- Giulio Mazzoni, italienischer Maler und Stuckateur († 1618)
- Giovanni Maria Verdizotti, italienischer Künstler und Poet († 1600)
- Alessandro Vittoria, italienischer Bildhauer († 1608)
- Song Xu, chinesischer Landschaftsmaler († unbekannt)

### Geboren um 1525
- Cesare Baglioni, italienischer Maler, spezialisiert auf Quadraturmalerei († 1590)
- Ferrando Bertelli, italienischer Kupferstecher († unbekannt)
- René Boyvin, französischer Kupferstecher aus Angers († nach 1580)
- Pieter Bruegel der Ältere, flämischer Maler († 1569)
- Cristofano dell’Altissimo, italienischer Maler und Kopist († 1605)
- Juan Valverde de Amusco, spanischer Anatom und Kupferstecher († 1587)
- Francisco Venegas, spanischer Maler († 1594)
- Hans Collaert der Ältere, flämischer Kupferstecher († 1580)

## Gestorben

### Todesdatum gesichert
- 24. Januar: Franciabigio, italienischer Maler (* 1482)
- 4. August: Andrea della Robbia, italienischer Bildhauer und Keramiker (* 1435)

### Genaues Todesdatum unbekannt
- Nunziata d’Antonio, italienischer Maler (* 1468)
- Girolamo di Benvenuto, italienischer Maler, Sohn von Benvenuto di Giovanni (* 1470)
- Bernardino Bergognone - italienischer Maler (* 1455/1460)
- Davide Ghirlandaio, italienischer Maler und Mosaizist (* 1452)
- Tosa Mitsunobu, japanischer Maler und Begründer der Tosa-Schule (* 1434)
- Sōami, japanischer Maler (* 1460)

### Gestorben um 1525
- Attavante degli Attavanti, italienischer Maler (* 1452)
- Vittore Carpaccio, italienischer Maler der venezianischen Schule (* um 1465)
- Michael Sittow, deutsch-baltischer Maler (* 1469)

### Gestorben nach 1525
- Jacob van Utrecht, niederländischer Maler (* 1479)